# Smečno
Smečno (německy Smetschno, v období 1515–1882 nazývané Muncifaj) je město v okrese Kladno ve Středočeském kraji. Leží sedm kilometrů severozápadně od Kladna a šest kilometrů jihozápadně od Slaného. Ve městě žije přibližně 2 000 obyvatel. Roku 1992 bylo historické jádro města prohlášeno městskou památkovou zónou.

## Název
Původ názvu Smečno je nejistý, může znamenat místo, kde byl smyk na srázu, nebo souvisí se slovem smejčiti, což znamená mýtiti či odstraňovat lesní porost na jehož místě vznikne dvůr a následně tvrz. Historický název Smečna byl Smečen. V minulosti mělo Smečno dvě části – Horní a Dolní. Horní Smečno bylo tvořeno pouze tvrzí s přilehlým zázemím, kostelem a farou. Dolní Smečno bylo vše ostatní, tedy městečko a později město, které neslo od roku 1510 název Muncifaj – z latinských výrazů Municipium (město se všemi právy měst královských krom zasedat na zemském sněmu) nebo Mons Fagi (tj. Buková hora). Tvrz s přilehlým okolím (tedy Horní Smečno) nesla stále název Smečno. Obě části, město a zámek se zázemím, se také v minulosti nazývaly latinským slovním spojením Arx Smeczna cum oppido Muncifagiensis (tj. Hrad Smečno s městem Muncifaj). Protože se název Muncifaj příliš neuchytil, byl na žádost městské rady roku 1882 navrácen název Smečno.

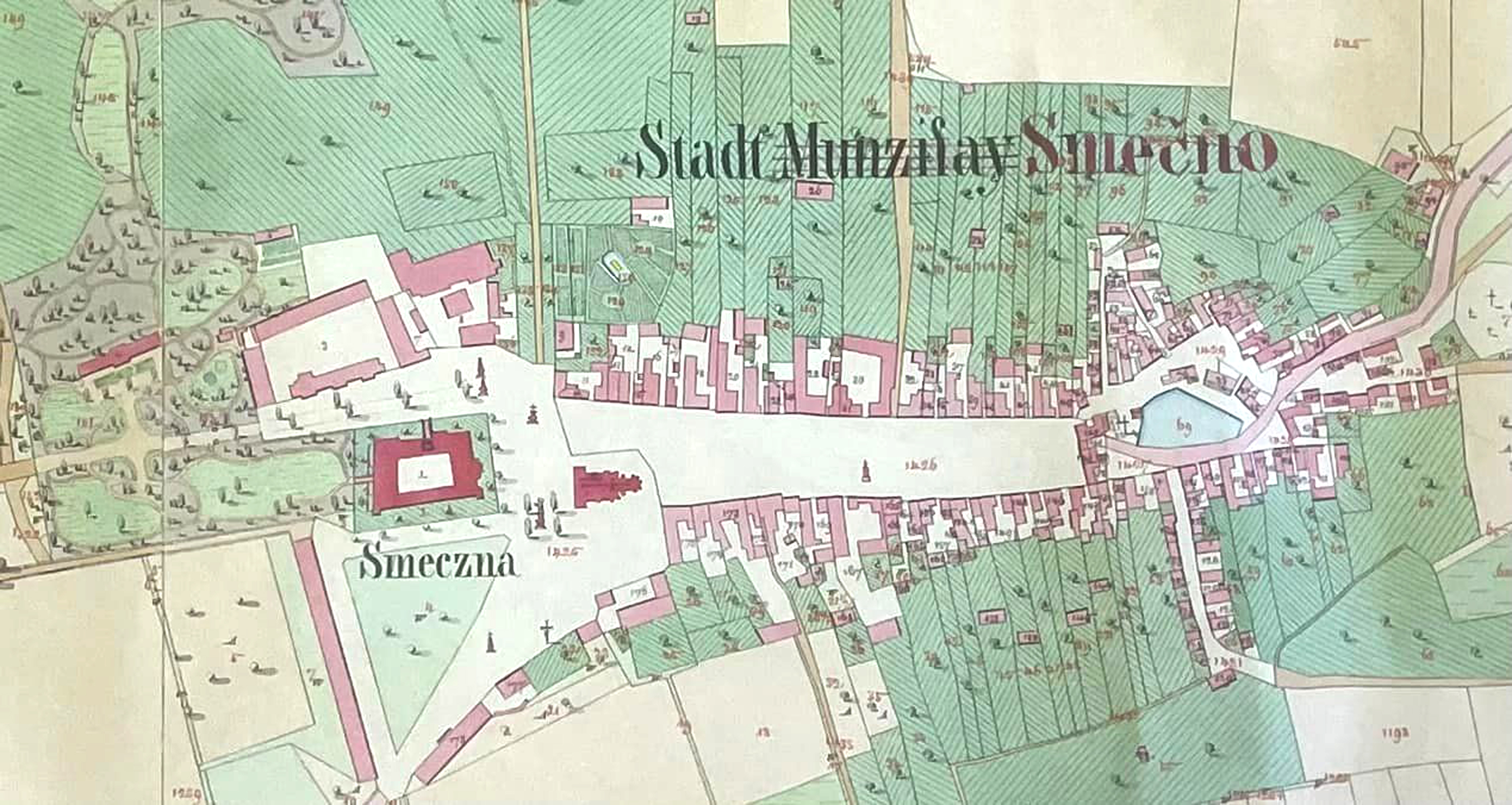
Mapa z roku 1841 s později upravovaným názvem města

## Historie

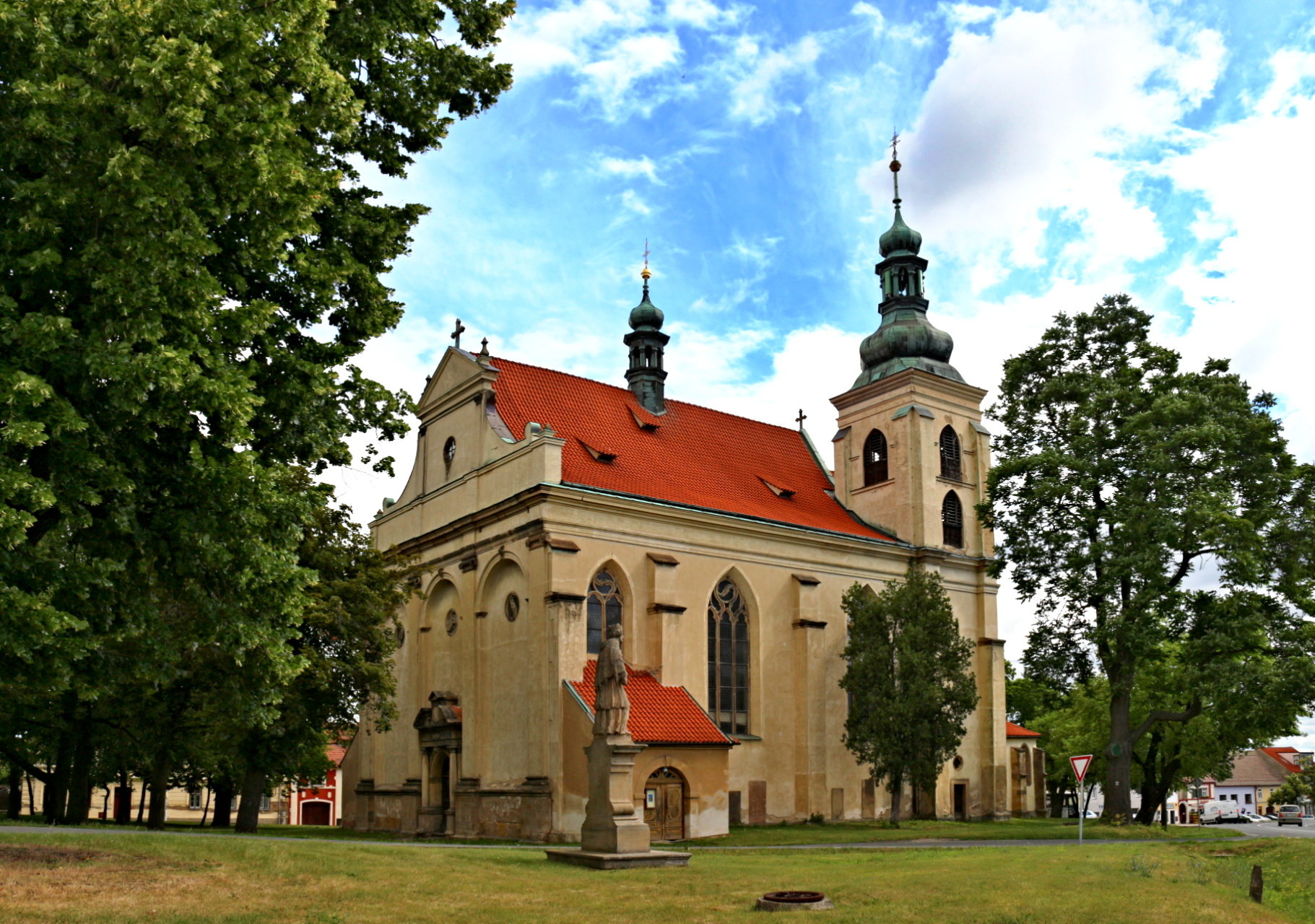
Socha sv. Jana Nepomuckého před kostelem Nejsvětější Trojice ve Smečně

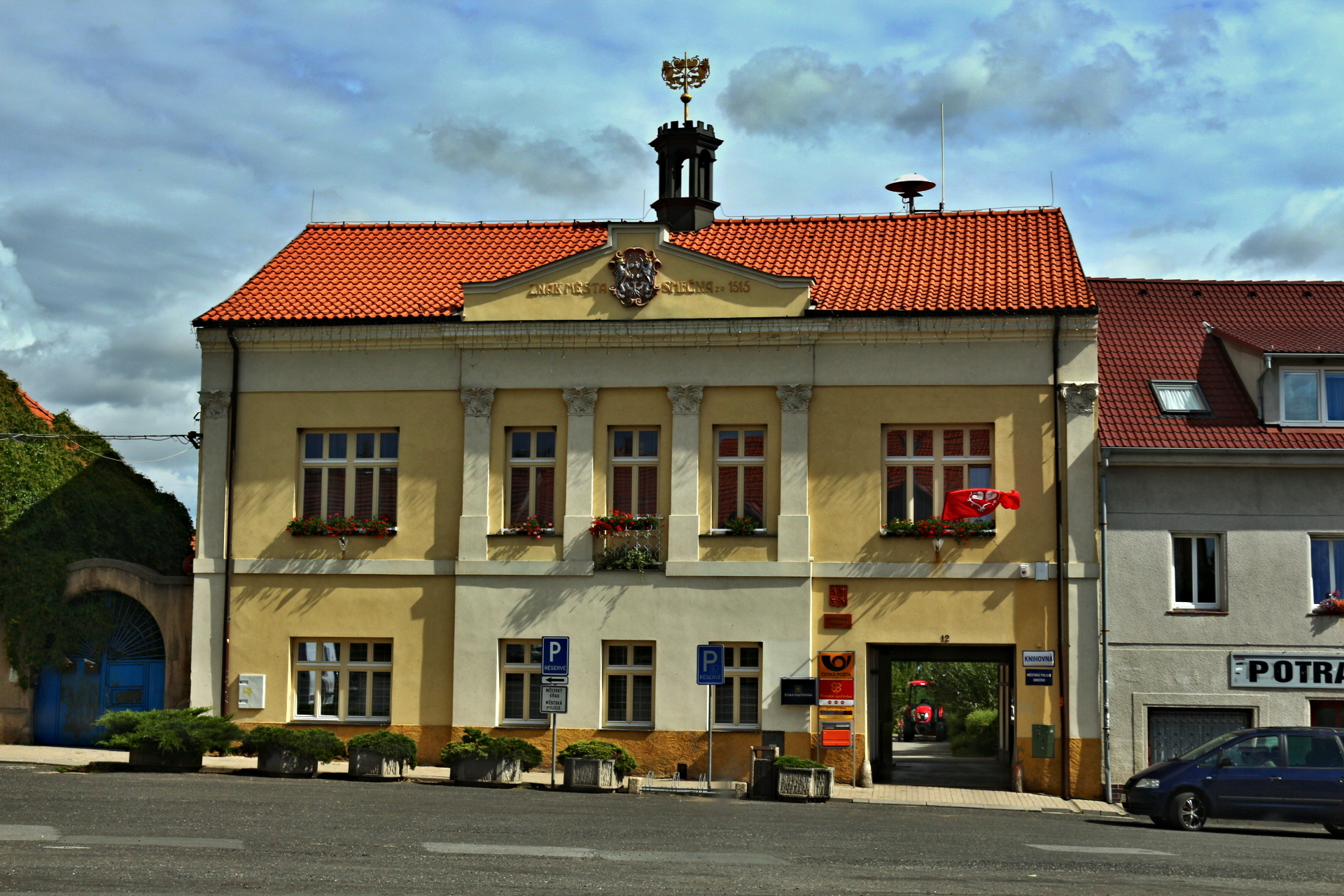
Radnice se znakem města Smečna z roku 1515

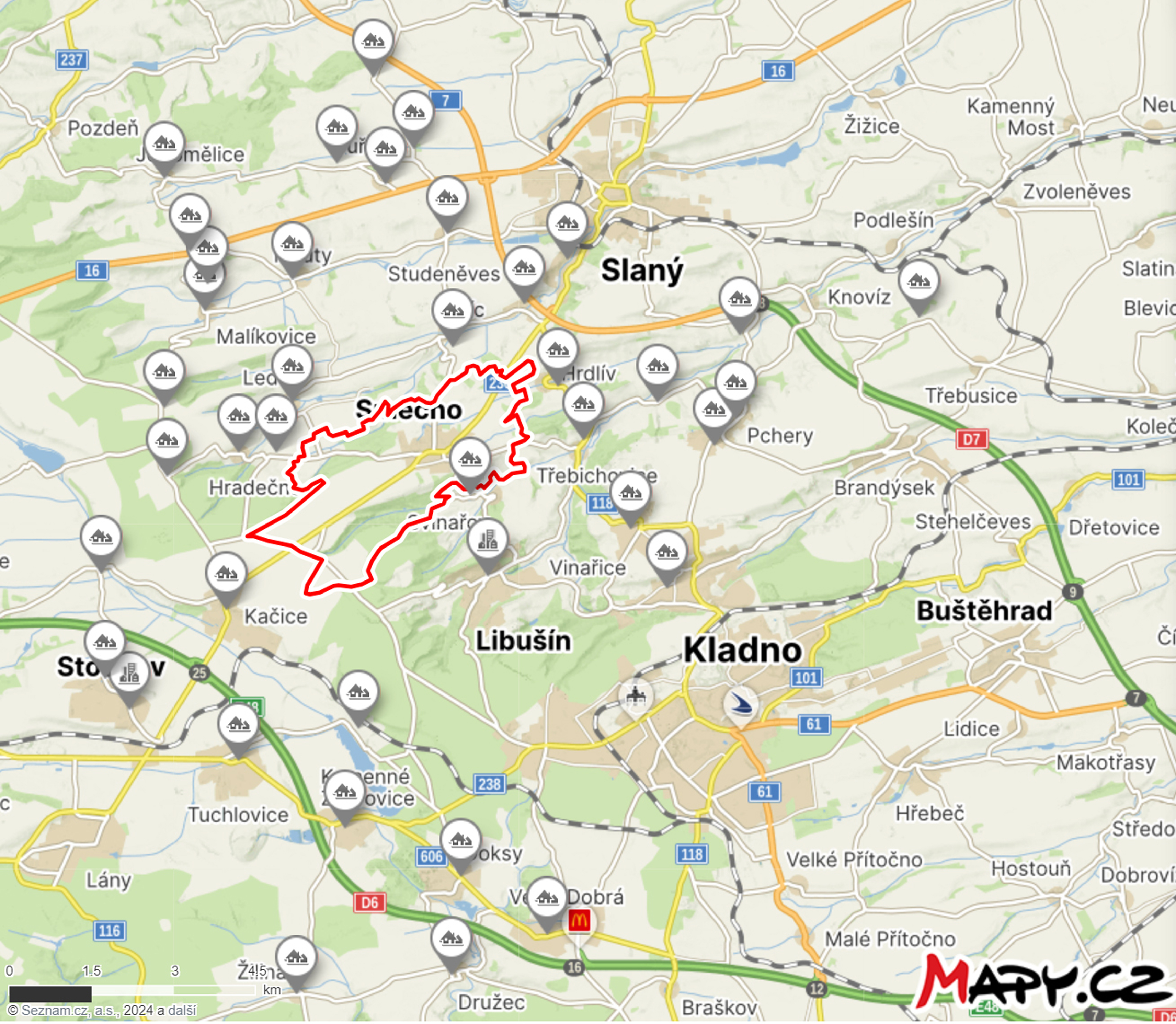
Hranice katastrálního území města Smečno roku 2024 a 35 okolních obcí a jejich části spadající průběžně v období 15.–19. století pod Smečenské panství

První pravděpodobná písemná zmínka je již z roku 1125 od kronikáře Kosmase, který se zmínil o jisté obci nedaleko Libušína jménem Ztibeczno. Nejstarší jistá písemná zmínka pochází z roku 1252, kdy se jako majitel zdejší tvrze připomíná vladyka Boleslav ze Smečna (Bolezlav de Zmecen), syn Bořity z Letovic, pocházející z rodu vladyků z Ředhoště. Jeho rod tvrz Smečno prodává roku 1322 Vítkovi ze Smečna. Později se tento rod nazývá Kamenickými ze Smečna.
Roku 1416 zakoupil ves Dolní Smečno Markvart z Martinic a roku 1418 dokoupil Horní Smečno i s tvrzí, a s rodem Martiniců byly dějiny Smečna spojeny po dalších pět století. Martinicové pocházeli z Voticka, ale od koupi Smečna je jejich osud spojen s tímto místem. Markvartův syn Bořita, dvořan králů Ladislava Pohrobka a Jiřího z Poděbrad kolem roku 1460 rozšířil a přestavěl tvrz. Bohatnoucí Martinicové postupně rozšířili své smečenské panství na 17 vesnic a zařadili se mezi panské rody. Na žádost Hynka Bořity z Martinic, pozdějšího nejvyššího zemského sudího, povýšil 26. května 1510 král Vladislav Jagellonský ves Dolní Smečno na městečko.
O pět let později, 28. prosince 1515, bylo městečko králem Vladislavem Jagellonským, na žádost bratří Jindřicha a Volfa z Martinic, učiněno městem, přičemž mu byl polepšen znak, udělený při prvním povýšení. S povýšením na poddanské město bylo povoleno opevnit jej hradbami a získalo právo svobodného provozování řemesel, právo hrdelní (kata město nemělo, ale využívalo kata z Prahy a Slaného), právo trhové (páteční a výroční trhy na svatého Jiří, svatého Havla a v den svátku Nejsvětější Trojice s osmi dny následujícími), právo pečetit červeným voskem, město se nově řídilo právem královského města Slaného.[zdroj⁠?!] Městské opevnění ve Smečně zřejmě nikdy nevzniklo, byť po polovině 17. století je doložena existence bran nebo jiných vstupů do města.
Roboty nebylo poddanské město zproštěno a jeho obyvatelé museli robotovat u vrchnosti. Město mělo dvanáct konšelů, kteří se po čtyřech týdnech střídali v úřadu purkmistra. Za Jiřího Bořity z Martinic byla v osmdesátých letech 16. století zahájena přestavba pozdně gotické tvrze na mohutný renesanční zámek. Přestavbu zámku dokončil až Jaroslav Bořita z Martinic, jeden z předních katolických politiků své doby. Jaroslav Bořita z Martinic, když se v roce 1598 ujal smečenského panství, odňal městu všechny majestáty a vrátil je, až když všichni přestoupili ke katolickému náboženství. Dne 1. ledna 1612 bylo již celé jeho panství katolické. Vedle toho dával svým poddaným zdarma obilí, stavební i topné dřevo, založil při zámku seminář na výchovu katolické mládeže a dvakrát uchránil obyvatele od kontribucí a ubytování vojska.
Během třicetileté války bylo Smečno roku 1632 vyrabováno saským vojskem a roku 1639 vypáleno švédským vojskem. Během požáru shořely všechny dokumenty potvrzující městská privilegia, proto je roku 1650 císař Ferdinand III. Habsburský znovu potvrdil. Jaroslav Bořita obratným využitím pobělohorských konfiskací ztrojnásobil svůj majetek a dosáhl hraběcího titulu a titulu vladaře domu smečenského. Ze škod třicetileté války se město brzy vzpamatovalo. V té době mělo město nevalné městské zdi, o kterých se mluví v gruntovních zápisech z roku 1672. Město mělo také tři městské brány: Slánskou bránu s renesanční věží, která byla v roce 1844 zbourána, Kačickou a Ledeckou bránu, které byly zbořeny ještě dříve. Jinudy do města se dostat, kromě dotčených 3 bran, nebylo možné. Roku 1744 se strhla během Sedmileté války u Smečna šarvátka mezi císařskými husary a pruskými vojáky.  Skutečnost, že bylo město sídlem jednoho z nejvlivnějších a nejbohatších šlechtických rodů v Čechách, přispívala k jeho rozkvětu. Město mělo pivovar se sladovnou, cihelnu, cukrovar, ke kterému vedla úzkokolejná dráha, od roku 1801 vybudované Lázně Šternberk, školu, poštovní úřad, apod.
Stará radnice (čp. 52) stávala uprostřed náměstí a skrze ní vedl průjezd ke Slánské bráně. Roku 1800 byla stará radnice zbourána a téhož roku je v kontraktních knihách hraběcí kanceláře zapsána smlouva mezi zástupci města Muncifaje na jedné straně a zástupci panství Smečenského na druhé straně, kterou panství bezplatně postupuje dům čp. 12 (současná radnice) na Smečně i se zahradou obci Muncifaji. Za to se zavázala obec uprostřed náměstí stojící radnici i s přistaveným chlévem a masnými krámy do zimy roku 1800 zbořit a místo vyčistit. Tímto byl dovršen současný charakter náměstí. Zrušením roboty v roce 1848 se z panství stal velkostatek. V polovině devatenáctého století bylo v blízkosti Kladna nalezeno černé uhlí, které udělalo z čistě zemědělského kraje rychle se rozvíjející průmyslovou oblast s narůstajícím počtem obyvatel. Význam města však postupně upadal na úkor nových rostoucích průmyslových center jako je Kladno.

### Období po vzniku republiky
Protože rod Clam-Martiniců byl výrazně politicky činným ve prospěch Rakouska-Uherska po smrti hraběte Richarda Clam-Martinice, a jeho syn hrabě Jindřich Karel Maria Clam-Martinic byl aktivním podporovatelem monarchie, po zániku monarchie a vzniku Československé republiky byl smečenský velkostatek se zámkem Smečno Clam-Martinicům spravován vzniklou Čs. republikou. V roce 1919 se pokusil s povolením československé vlády ve Smečně usadit zchudlý Jindřichův bratr s rodinou. Ovšem havíři a dělníci ve Smečně tomu zabránili. Dne 11. prosince 1920 komunistickou levicí vytvořený revoluční výbor zabral smečenský dvůr i zámek a na věži vztyčil rudý prapor. Ale již 13. prosince byli smečenští revolucionáři pozatýkáni a odvezeni do věznice Praha-Pankrác.  Smečenský velkostatek od roku 1920 neúspěšně spravovali dva velkostatkáři. V roce 1922 stát konfiskoval clam-martinický majetek, který převzal správce – bankéř Jarolím Filip. Československý stát následně prodal majetek bankéři, který zámek roku 1926 prodal charitativnímu ústavu Vincentinum. Ústav Vincentinum Praha-Břevnov a řádové sestry Boromejky
se na zámku staraly o postižené a nevyléčitelně nemocné děti. Postupný rozprodej pozemků bývalého smečenského panství resp. velkostatku v blízkosti centra města, především v období první republiky, vedl k nové výstavbě a s tím souvisejícímu rozvoji nových živností a obchodů. V okolí centra města vznikaly menší kolonie rodinných dělnických domků především zaměstnanců v dolech v okolí Kladna.
Ve městě Smečno v roce 1932 (3205 obyvatel, poštovní úřad, telegrafní úřad, telefonní úřad, četnická stanice, Společenstvo různých živností, sbor dobrovolných hasičů) byly evidovány tyto živnosti a obchody (výběr): lékař, dvě autodílny, biograf Sokol, dvě brusírny, tři cihelny, hodinář, jedenáct hostinců, hudební škola, tři kapelníci, knihař, lékárna, obchod s obuví Baťa, dvě pily, Schwarzenberský pivovar, pletárna, čtyři sadaři, Občanská záložna, Živnostenská záložna, stavební družstvo, dva stavitelé, tři včelařství, čtyři velkostatky, obchod s vínem, tři zahradnictví, železářství.

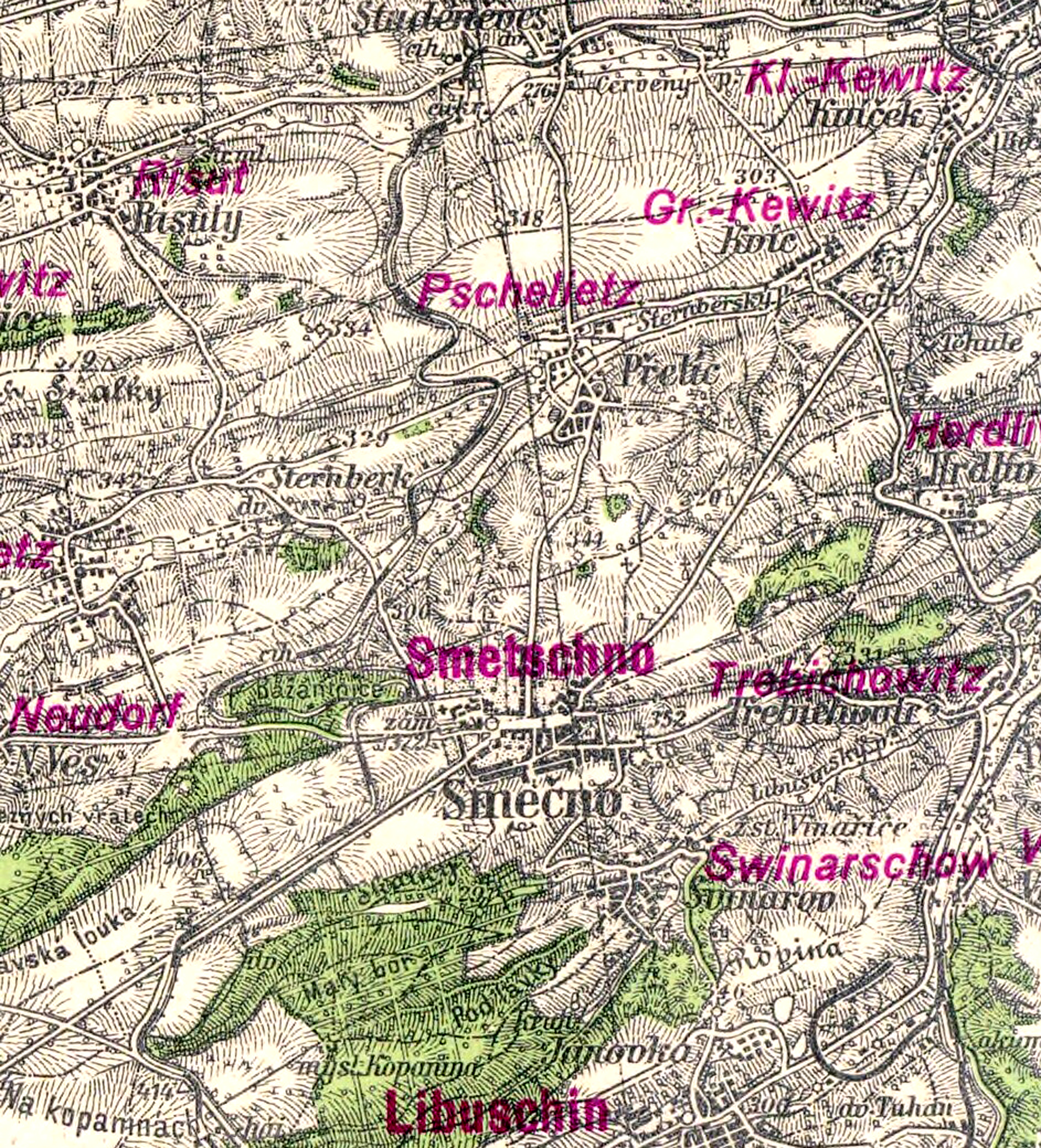
Mapa Smečna a okolí z období první republiky, doplněná o německé názvy obcí během Protektorátu Čechy a Morava, s dnes již neexistující úzkorozchodnou tratí Slaný–Kačice

Za okupace bylo ve Smečně pro ilegální, především komunistickou, činnost zatčeno gestapem a odvlečeno do koncentračních táborů dvanáct osob. Koncem září 1944 se na popud lesního rady V. Káry ze Smečna v jeho bytě ustanovil partyzánský oddíl v okrese slánském. První partyzánská skupina devíti mužů k 1. říjnu 1944 vypracovala plán drobných bojů k získání nejnutnějších zbraní. Pro tuto akci byl zvolen úsek Hvězda – Mšec při státní silnici Slaný-Karlovy Vary. Ve Smečně také existovala během války podzemní komunistická buňka, která měla šest členů, ale přímo partyzánskou činnost nevyvíjela. Po okupaci se ve Smečně ustavily čtyři politické strany: Komunistická, Národně socialistická, Sociálně demokratická a strana Lidová. Po komunistickém státním převratu v Československu, v letech 1950 až 1952, byli na zámku ubytováni horničtí učni. V letech 1952–1955 byl zámek využit pro ubytování 57. pomocného technického praporu, jehož příslušníci nuceně pracovali v dolech v okolí Kladna. V roce 1955 se do zámku vrátila ze Šternberka Charita a sestry Boromejky i s bývalými chovanci. Přes nepříznivý osud smečenského panství resp. velkostatku ve 20. století si Smečno dokázalo dodnes udržet charakter poddanského města a nikdy nekleslo na úroveň vsi. V roce 1992 byl Smečnu vrácen status města.

### 21.století
Ve Smečně je mateřská škola a základní škola, město má také městskou knihovnu a infocentrum. Ve městě se nachází sportovní hala, venkovní hřiště a fotbalové hřiště se zázemím. Jako oblíbená relaxační zóna slouží ve městě zámecký park. Ve Smečně je domov pro seniory a domov pro osoby se zdravotním postižením. Ve městě se nachází několik zdravotnických ordinací a lékárna. V centru na náměstí se nachází také veterinární ordinace. Město má svůj sbor dobrovolných hasičů. Město má kompletní technickou vybavenost - vodovod, kanalizaci s napojením na čistírnu odpadních vod, plynofikaci. Zaměstnanost je řešena dojížďkou do Prahy nebo do spádových sídel Kladna a Slaného.

## Přírodní poměry

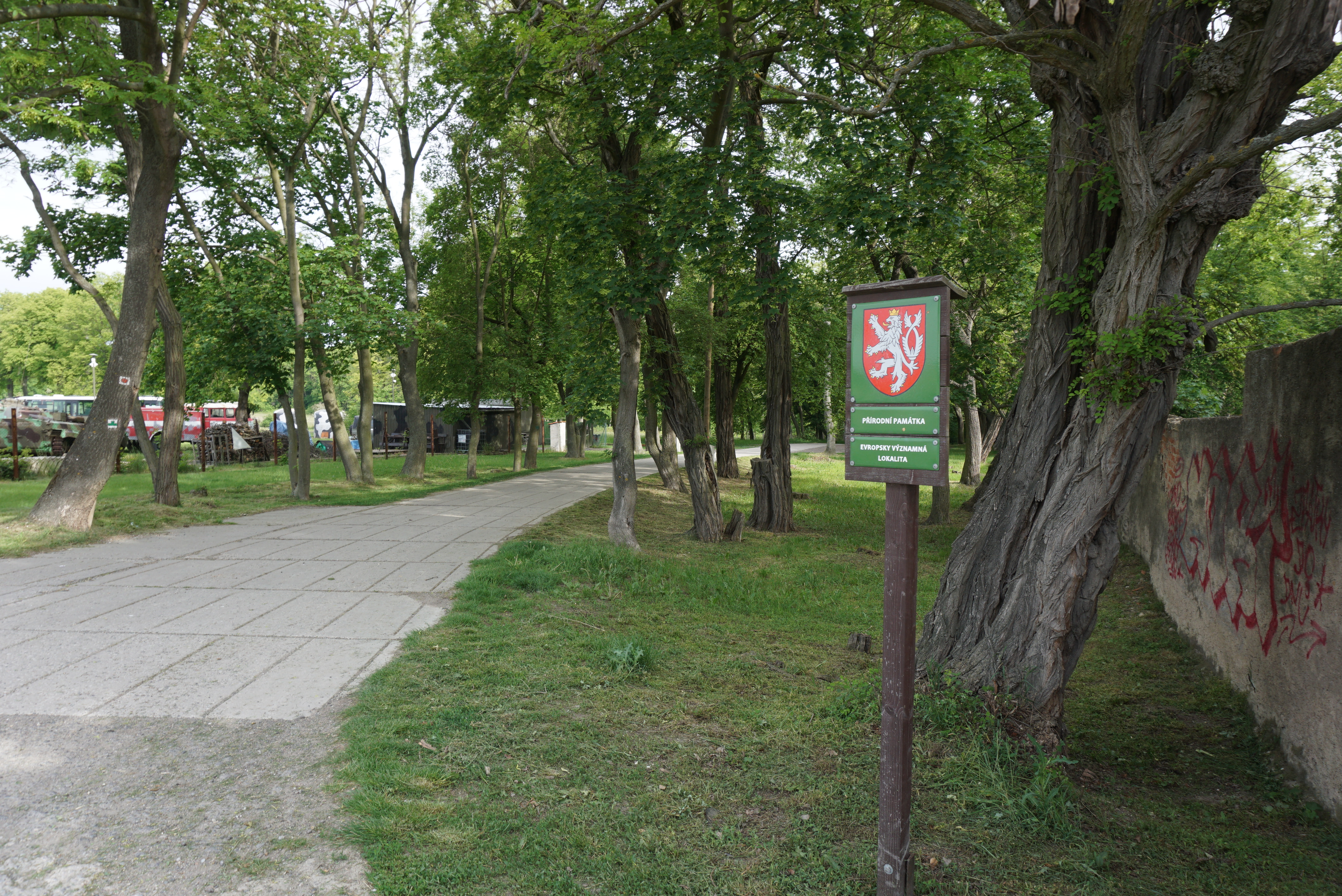
Vstup do přírodní památky Smečno u vojenského skanzenu a zdi zámeckého parku

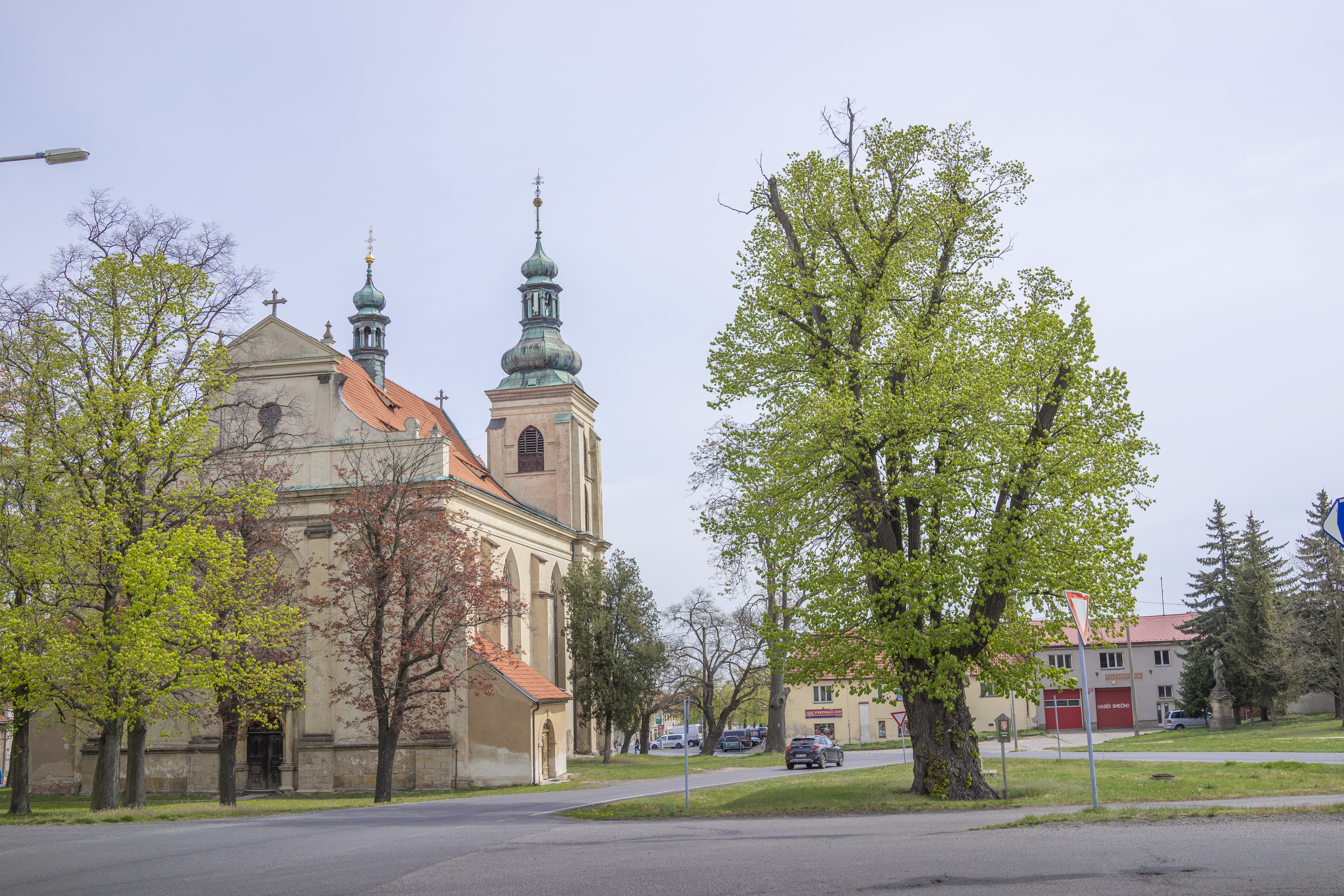
Smečenská lípa před farním kostelem Nejsvětější Trojice. V pozadí Hasičská zbrojnice a socha svatého Donáta

Město se rozkládá v nadmořské výšce 340 až 375 metrů na návrší, mírně se sklánějícím k severovýchodu ke Slanému, na jihozápadě přecházejícím do roviny, táhnoucí se ke Kačici. Jeho střed tvoří rozlehlé protáhlé náměstí, jímž po délce probíhá hlavní silnice. V horní (západní) části náměstí stojí radnice, kostel Nejsvětější Trojice, děkanství a v jejich sousedství zámek obehnaný příkopem.

### Ochrana přírody
- Přírodní památka Smečenská rokle – od roku 1987 chráněný geologický profil s bohatou kalcifilní květenou. Je součástí přírodního parku Džbán. Ostře zaříznutý opukový kaňon o hloubce přibližně sedm metrů m a šířce až čtyři metry,dva kilometry jihozápadně od Smečna,[16] který na svém horním toku vyhloubil Svinařovský potok. Strmé stěny kaňonu neumožnily odlesnění za účelem hospodářského využití a díky tomu se na území zachovaly suťové lesy s přirozenou skladbou všech lesních pater. Na jižní straně kaňonu se vyskytují staré duby a lípy jako pozůstatek aleje.
- Přírodní památka Smečno – od roku 2012 chráněné území s výskytem páchníka hnědého. Na území se nachází lipová a třešňová alej, přírodní divadlo, Muclavský potok, násep po bývalé úzkorozchodné dráze, dvě jezírka.
- Smečenská lípa – roste mezi zámkem a farním kostelem, poblíž sochy sv. Jana Nepomuckého. Původně na místě stály tři lípy, dvě lípy byly odstraněny v letech 1952 a 2018. Památným stromem byla vyhlášena dne 25. července 1978 nejzachovalejší lípa, jedná se o lípu velkolistou. Odhadované stáří je nanejvýše 300 let (k roku 2019). V okolí kostela se nacházel hřbitov, který byl odstraněn kolem roku 1800. Není známé, zda hřbitov zasahoval až k lípě, lípa byla vysazena až po zrušení hřbitova, nebo souvisí výsadba lípy už se vztyčením sochy sv. Jana Nepomuckého.[17] Zajímavostí je, že se před kostelem nacházejí  morušovníky, které nejsou jinak typické pro městské prostředí.

## Obyvatelstvo
| Rok            | 1869  | 1880  | 1890  | 1900  | 1910  | 1921  | 1930  | 1950  | 1961  | 1970  | 1980  | 1991  | 2001  | 2011  | 2021  |
| -------------- | ----- | ----- | ----- | ----- | ----- | ----- | ----- | ----- | ----- | ----- | ----- | ----- | ----- | ----- | ----- |
| Počet obyvatel | 1 490 | 1 547 | 1 981 | 2 531 | 3 083 | 2 953 | 2 930 | 2 405 | 2 260 | 1 987 | 1 788 | 1 646 | 1 770 | 1 872 | 1 936 |
| Počet domů     | 163   | 165   | 185   | 236   | 293   | 337   | 414   | 447   | 435   | 447   | 426   | 480   | 492   | 526   | 587   |

### Náboženství
Ve městě a okolních obcích působí Římskokatolická farnost Smečno, farním kostelem je kostel Nejsvětější Trojice v západní části náměstí T. G. Masaryka. U kostela se nachází budova bývalého děkanství, kde sídlí římskokatolická farnost Smečno. Matriky jsou zde vedeny od roku 1622, o starší záznamy farnost přišla během třicetileté války.  Farnost se participuje na celorepublikové akci Noc kostelů. Během vánočních svátků je uskutečněn živý betlém a půlnoční mše svatá.

## Městská správa

### Územněsprávní začlenění
Přehled územněsprávního začleňování. V chronologickém přehledu je uvedena územně administrativní příslušnost města v roce, kdy ke změně došlo:
- 2. polovina 13. století země česká, Slánský kraj, krajská správa ve městě Slaný]
- 1714 země česká, Rakovnický kraj, krajská správa v roce 1751 přesunuta z Rakovníka do Prahy a v roce 1787 do města Slaný
- 1850 země česká, kraj Praha, politický i soudní okres Slaný[21]
- 1855 země česká, kraj Praha, soudní okres Slaný[21]
- 1868 země česká, politický i soudní okres Slaný[21]
- 1939 země česká, Oberlandrat Kladno, politický i soudní okres Slaný[22]
- 1942 země česká, Oberlandrat Praha, politický i soudní okres Slaný[23]
- 1945 země česká, správní i soudní okres Slaný[24]
- 1949 Pražský kraj, okres Slaný[25]
- 1960 Středočeský kraj, okres Kladno[26]

### Městské symboly
Roku 1510 byla ves Dolní Smečno povýšena na městečko Muncifaj s právem užívat znak s leknínem z Martinického erbu – dvě stříbrné leknínové snítky (tzv. lekna) vyrůstající ze společného kořene s pěti kořínky do tvaru srdce v červeném poli, držená dvěma stříbrnými dvouocasými lvy. Přes tělo každého lva, který je obrácen ke středu štítu, probíhá šikmý (kosmý) červený pruh v podobě stuhy tj. šerpy. Znak byl udělen králem Vladislavem Jagellonským na prosbu Jana Bořity z Martinic. Původní znak byl při povýšení městečka na město roku 1515 rozšířen králem Vladislavem Jagellonským přidáním zlatých korun na hlavy lvů. Stalo se tak na žádost bratří Jindřicha a Volfa z Martinic.  Městu byla udělena rovněž vlajka, která je ze znaku odvozena. 
Původ Martinického erbu je odvozován od staršího rodu Kouniců nebo Talmberků s obdobným erbem. Podle erbovní pověsti bojovalo královské vojsko proti nepřátelům, v cestě však mělo rozsáhlé bažiny. Jeden z bojovníků, budoucí nositel erbu, se neohroženě vydal hledat cestu bažinami, a na důkaz nalezení cesty se vrátil k vojsku s vytrženou květinou i s kořeny. Město má svůj znak ztvárněn na budově radnice. Znak je proveden plasticky a barevně. Po obou stranách znaku je nápis: ZNAK MĚSTA - SMEČNA Z R. 1515.

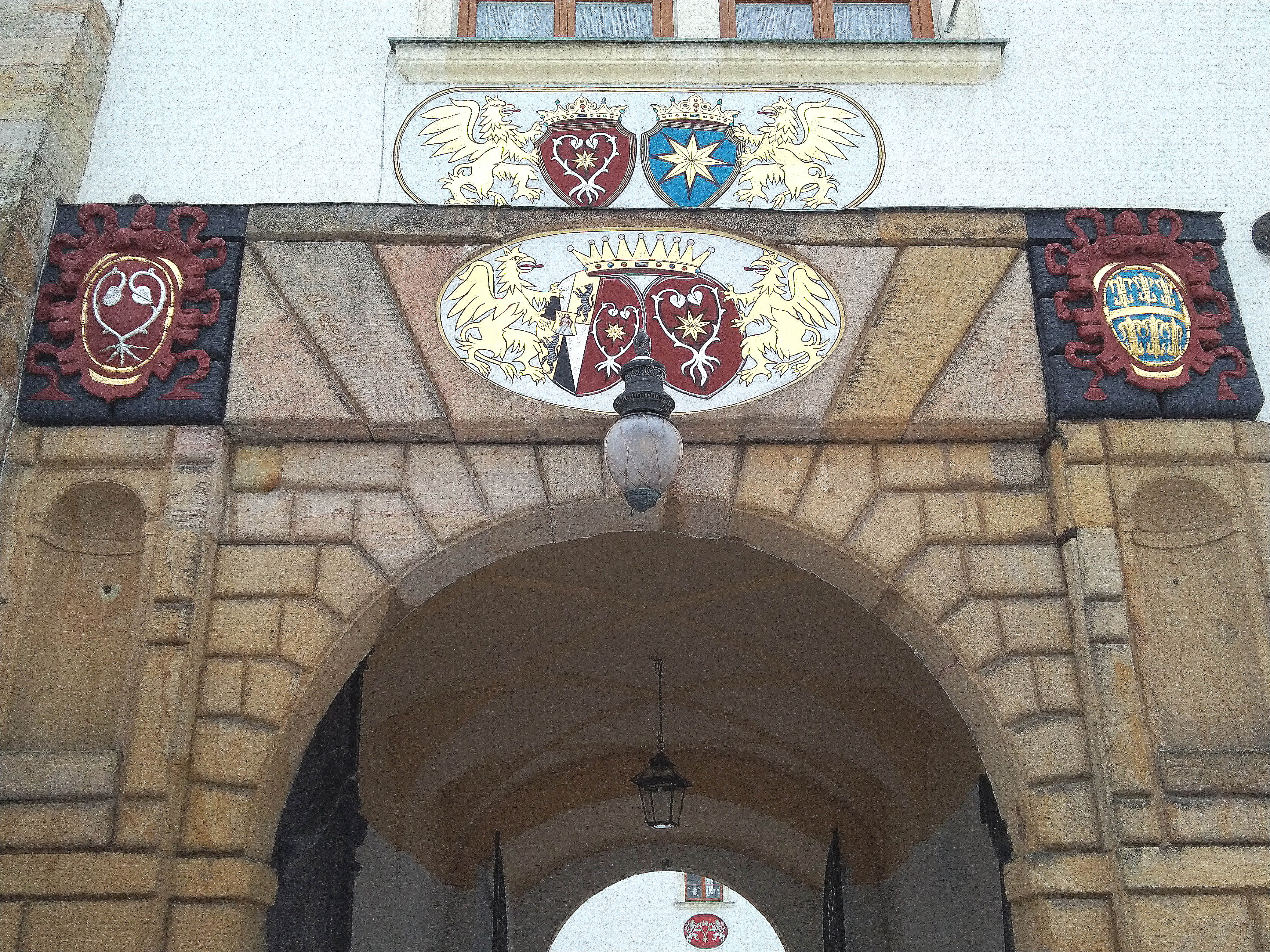
Heraldická výzdoba vstupního portálu zámku

Historická městská pečetidla se zachovala dvě: Starší pečetidlo z roku 1603 ve tvaru kotouče o průměru 47mm s vyrytým latinskou popisem "Jaroslaus Borsita Baro de Martinicz Dnus in Smeczna Vokors a Malykowisz s.c. Mtis Consiliari
etc. fidelibus ac dilektis suis subditis fieri curanit 24 Decem bris Anno. 1603" (Jaroslav Bořita, svobodný pán z Martinic, pán na Smečně, Okoři a Malíkovicích, jeho milosti císařské rada atd., věrným a milým svým poddaným zhotovit dal 24. prosince 1603.). Pečetidlo má v pečetním poli znak města Smečna. V barokní kartuši jsou dvě lekna držená po stranách dvěma korunovanými dvouocasými lvy s šerpou přes tělo. Po obou stranách štítu je letopočet 1515 (datum povýšení na město). Na stuze mezi ozdobnou páskou a znakem je nápis SIGILLVM CIVITATIS MVNCIFAGIENSIS (pečeť města Muncifaje). Pečetní vosk směl být použit červený. Novější městské pečetidlo z roku 1882 je ve tvaru oválu 31 a 36 mm. V pečetním poli pečetidla lemovaném šňůrou je štít se znakem města. Pod štítem jsou dvě zkřížené ratolesti. Mezi šňůrou a znakem je nápis MĚSTO SMEČNO 1882 (jedná se o rok přejmenování Muncifaje zpět na Smečno). 
Vlajka byla městu udělena rozhodnutím předsedy Poslanecké sněmovny Parlamentu České republiky dne 30. listopadu 2007.

## Služby
Ve městě působí praktický lékař, lékař pro děti a dorost, gynekologie. Ve městě je jedna lékárna. Ve vzdálenosti sedm kilometrů severně od Smečna se nachází Nemocnice Slaný a ve vzdálenosti deset kilometrů východně od Smečna se nachází Oblastní nemocnice Kladno.

## Doprava
- Pozemní komunikace – Městem prochází silnice II/236 Slaný – Smečno – Lány – Křivoklát, která Smečno napojuje na dálnice D6 a D7.
- Veřejná autobusová doprava roku 2022 – V obci zastavovaly autobusové linky jedoucí do těchto cílů: Kladno, Libušín, Nové Strašecí, Praha, Slaný, Vraný.
- Železnice – Železniční trať ani stanice na území města již není. Nejblíže obci jsou ve stejné vzdálenosti přibližně pěti kilometrů železniční stanice Slaný a železniční stanice Kačice. Stanice Slaný stojí na trati z Kralup nad Vltavou do Loun. Stanice Kačice je na trati z Prahy do Rakovníka. V minulosti se v blízkosti Smečna nacházela Úzkorozchodná dráha Slaný – Kačice a do stanice nazvané Smečno-Šternberk vedla větev úzkorozchodné dráhy o rozchodu 700 mm. Železniční trať byla jednokolejná lokální trať, která vznikla roku 1904 původně jako vlečka pro obsluhu smečenského panství rodu Clam-Martiniců. Nákladní vlaková doprava byla provozována od roku 1908 do roku 1925. Roku 1908 byla získána koncese na osobní dopravu a železnice sloužila od roku 1911 pro veřejnou dopravu. Trať byla zrušena roku 1932 po krachu a ukončení provozu cukrovaru v důsledku Velké hospodářské krize.[30]
- Letecká doprava – Na území města se letiště nenachází, ale jižně od města Slaného, ve vzdálenosti přibližně 5 km od Smečna, se nachází malé vnitrostátní Letiště Slaný sloužící především pro rekreační lety. Je provozováno Aeroklubem Slaný. Kód letiště podle Mezinárodní organizace pro civilní letectví (ICAO) je LKSN.

Městem vede cyklotrasa č. 8255: Slaný – Smečno – Libušín – Kamenné Žehrovice nádraží
Územím města vedou turistické trasy:
- modře značená trasa 1004: Šternberk – Kladno Rozdělov, deset kilometrů
- žlutě značená trasa 6023: Kačice – Kladno Rozdělov, čtrnáct kilometrů

## Společnost

### Školství

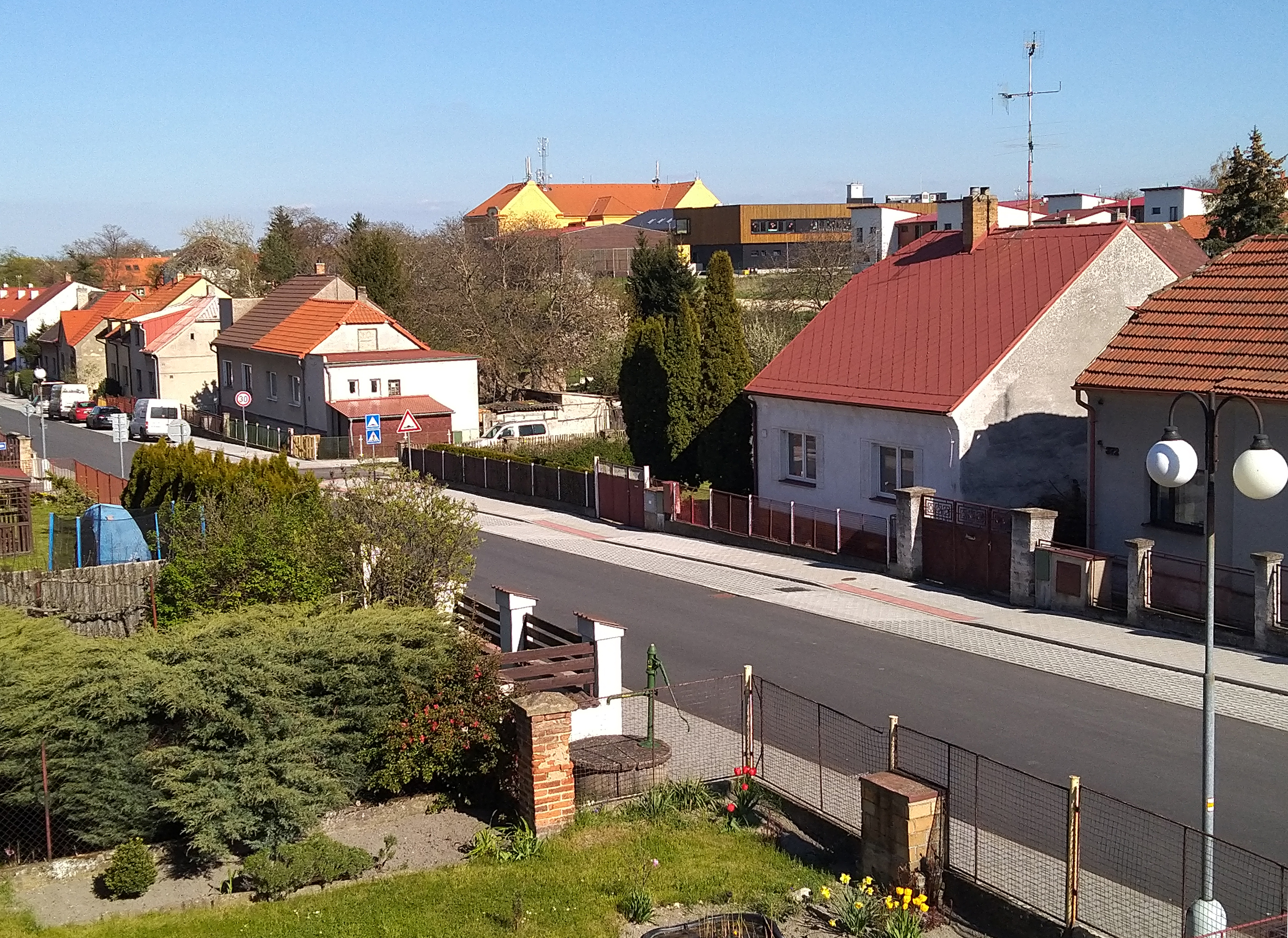
Školní areál nad původně dělnickými domky, v popředí veřejná studna.

Nachází se zde Základní škola Smečno, která je rozdělena do dvou částí. První až čtvrtý ročník spolu se školní družinou sídlí v budově na ulici Kačická (původně budova sloužila jako obecná dívčí škola). Výuka pátého až devátého ročníku se koná v budově na ulici Školská (tzv. Na boku, původně budova sloužila jako obecná chlapecká škola). Od roku 2020 má Smečno nový školní pavilon. Stavba je součástí uceleného školního areálu s novou sportovní halou (z roku 2016) a jídelnou.. Městská knihovna Smečno, umístěná v prostorách budovy radnice, mimo půjčování knih a časopisů pořádá také vzdělávací a volnočasové akce. 

### Muzea
- Vojenský skanzen Smečno[32] zahrnuje objekt lehkého opevnění vz. 37 B2-80z  tzv. pražské čáry, který stojí u zadní (západní) zdi zámeckého parku. Dnes je objekt zrekonstruován a vybaven dobovým vybavením z období mobilizace roku 1938. U objektu jsou vystaveny ukázky historických ženijních zařízení (zátarasy, strážní věž, pancéřové prvky opevnění, atd.) a vojenské techniky (tanky, vojenské automobily, obrněná vozidla). Součástí skanzenu je také objekt vz. 36 ležící mezi obcemi Drnov a Mlýnek u Slaného. Skanzen je obvykle otevřen v sobotu od května do září a během vzpomínkových akcí. Objekt lehkého opevnění vz.37 (stěna se vstupem)

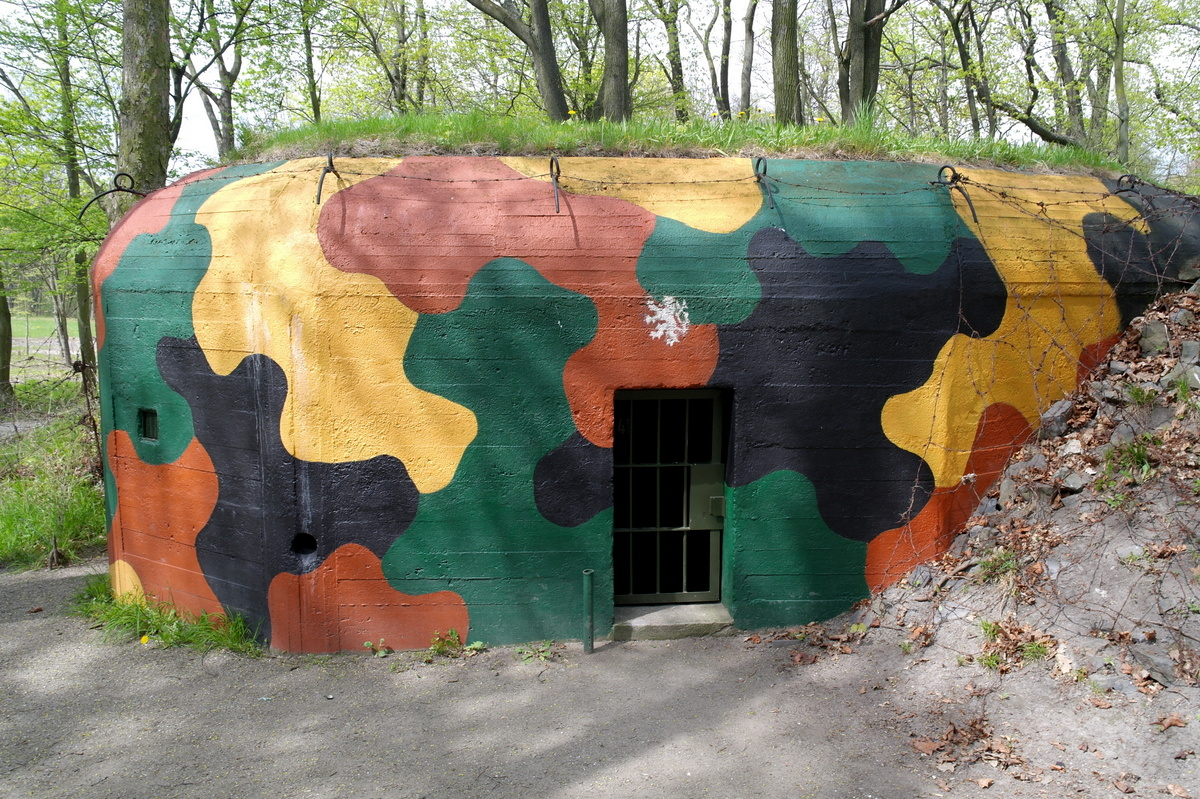
Objekt lehkého opevnění vz.37 (stěna se vstupem)

- Nádvoří zámku a zámecký park jsou volně přístupné, vnitřní prostory zámku jsou běžně nepřístupné. Pozdně gotická kaple svaté Anny z roku 1460, která je součástí východní věže zámku, je přístupná veřejnosti pouze o víkendu konání Anenské poutě. Severní věž s renesančními arkádami, poskytující kruhový výhled z krytého ochozu, bývá taktéž otevřená pouze o víkendu konání Anenské poutě. Sál zámku je přístupný v rámci občas pořádaných výstav, např. o víkendu konání Anenské poutě.
- Prohlídka prostor kostela Nejsvětější Trojice je možná po předchozí dohodě na římskokatolické farnosti Smečno. [20] Kostel je také otevřen během celorepublikové akce Noc kostelů a každoroční Slavnosti města Smečna, během které se v kostele konají občasné výstavy.

### Sport
Ve Smečně působí TJ Sokol Smečno.  Ve městě působí místní organizace Smečno Českého rybářského svazu, která každoročně pořádá několik rybářských závodů. Ve městě se nachází sportovní hala z roku 2016, venkovní hřiště se zázemím a fotbalové hřiště se zázemím. Ve městě se nachází několik dětských hřišť (oplocené dřevěné hřiště “Školská”, dětské hřiště “U zámku”, hřiště u rybníka Šmanťák).

### Kulturní události
Ve městě se koná každoročně řada kulturních a společenských akcí: 
- Novoroční ohňostroj města Smečno, tradiční novoroční ohňostroj v první den nového roku na prostranství parku u zámku,
- Pálení čarodějnic, součástí jsou hry pro děti atp., koná se na konci dubna,
- Smečenský varhanní festival, součástí je využití nejstarších varhan ve střední Evropě, obvykle se koná v květnu,
- Smečenská Lyra, soutěžní festival hudebních a divadelních vystoupení klientů se zdravotním postižením (v Domově Pod Lipami Smečno) konaný obvykle v červnu,
- Anenská pouť, koná se o víkendu v období kolem 26. července, kdy má Anna svátek (zámecká kaple je zasvěcena sv. Anně),
- Slánský okruh, průjezd historických vozidel městem v rámci každoročního srazu historických vozidel s tradicí od roku 1952. Na trase jízdy účastníci absolvují několik vědomostních a dovednostních úkolů. Jeden z nich obvykle bývá situován ve Smečně. Sraz se obvykle koná během období letních prázdnin,
- Slavnosti města Smečna, obvykle se konají o víkendu začátkem září,
- Světla nad bunkry, celostátní akce připomínající všeobecnou mobilizaci v září r. 1938, které se účastní Vojenský skanzen Smečno,
- Svatomartinský lampionový průvod, tradiční lampionový průvod v období svátku sv. Martina,
- Martinická vánočka, ochutnávka vánoček a soutěž, obvykle se koná začátkem prosince,
- Slánské vánoční zpívání v městě Smečno, koncert a společné zazpívání koled před vánočními svátky.

### Spolky
Roku 2024 ve Smečně působilo několik sdružení:
- Spolek přátel Smečna a širého okolí[35]
- Partas, z.s.[36]
- Rybářský svaz[34]
- Baráčnická obec Muncifaj
- Sbor dobrovolných hasičů[37]
- TJ Sokol Smečno[33]
- Filmový klub Smečno [38]

## Prvenství
- Smečno bylo prvním místem v Čechách, kde mechanik a vynálezce Josef Božek vyzkoušel roku 1815 svůj parní vůz.[39] Jednalo se o první historicky doložený osobní vůz na světě, neboť předcházející parní vozy byly konstruovány pro armádní použití a veřejnou dopravu.[40] Parostroj vynálezce Josef Božek rozjel v létě před stodolami proti zámku. Hrabě Clam-Martinic nechal veškeré části parního stroje převést na své náklady.
- Roku 1821 zde vznikla první česká spořitelna, a to z podnětu správce panství Jana Nepomuka Ochsenbauera. Jejím cílem bylo především úvěrovat smečenský velkostatek. Její činnost byla ukončena v roce 1848.[39][41] Spořitelna sídlila na náměstí v domě čp. 106.
- Ve Smečně byla jedna z prvních opatroven pro děti od 3 do 6 let, tj. mateřská škola, v dnešním Středočeském kraji.[39][42] Byla založena 1. září 1844 hraběnkou Selinou Carolinou z Clam-Martinic a finančně chod mateřské školy pro padesát dětí zajišťovali majitelé panství. Mateřská škola byla původně na náměstí v domě čp. 11 nad radnicí.
- V roce 1711 byly první brambory přivezené do Čech k dalšímu pěstování svěřeny Smečnu, kde bylo zahájeno první pěstování brambor v celých Čechách. První čtyři hrnce bramborů byly poslány z Prahy na Smečno hr. Jiřímu z Martinic.[8]
- Na zámku se prvně v Čechách pěstovaly fuchsie, které zde byly také šlechtěny.[43] Fuchsie byly ze zahraničí dovezeny na zámek v 19. století, od roku 1887 působil na zámku zahradník A. Kadleček, který proslul pěstováním fuchsií a navíc je sám zušlechťoval. Křížením rostlin vypěstoval několik nových odrůd fuchsií.[44]
- V kostele Nejsvětější Trojice jsou nejstarší varhany ve střední Evropě, renesanční varhany postavili varhanáři samotného císaře Rudolfa II. Většina původních rejstříků varhan se dodnes dochovala a díky tomu je zvuk varhan stále identický jako v roce vysvěcení kostela (rok 1587), kdy byl už nástroj zabudovaný v kostele
- Nový školní pavilon ve Smečně zvítězil v soutěži Komunální projekt roku 2021 v kategorie Děti a rodiče.[45] Soutěž je pořádána pod záštitou ministra pro místní rozvoj ČR. Pořadatelem soutěže je od roku 2015 vydavatelství Profi Press zastoupené redakcí časopisu Moderní obec.[46]
- V roce 1750, po požáru města, vydal hrabě František Michal z Martinic hasičský řád. Jednalo se o jeden z prvních hasičských řádů v království.
- Řeznictví u Hejných, mající prodejnu na náměstí T. G. Masaryka, se specializuje na výrobu sekané pečeně a jako jediné v ČR vyrábí přes 100 druhů sekané pečeně s různými ingrediencemi k roku 2024.[47]

## Pamětihodnosti

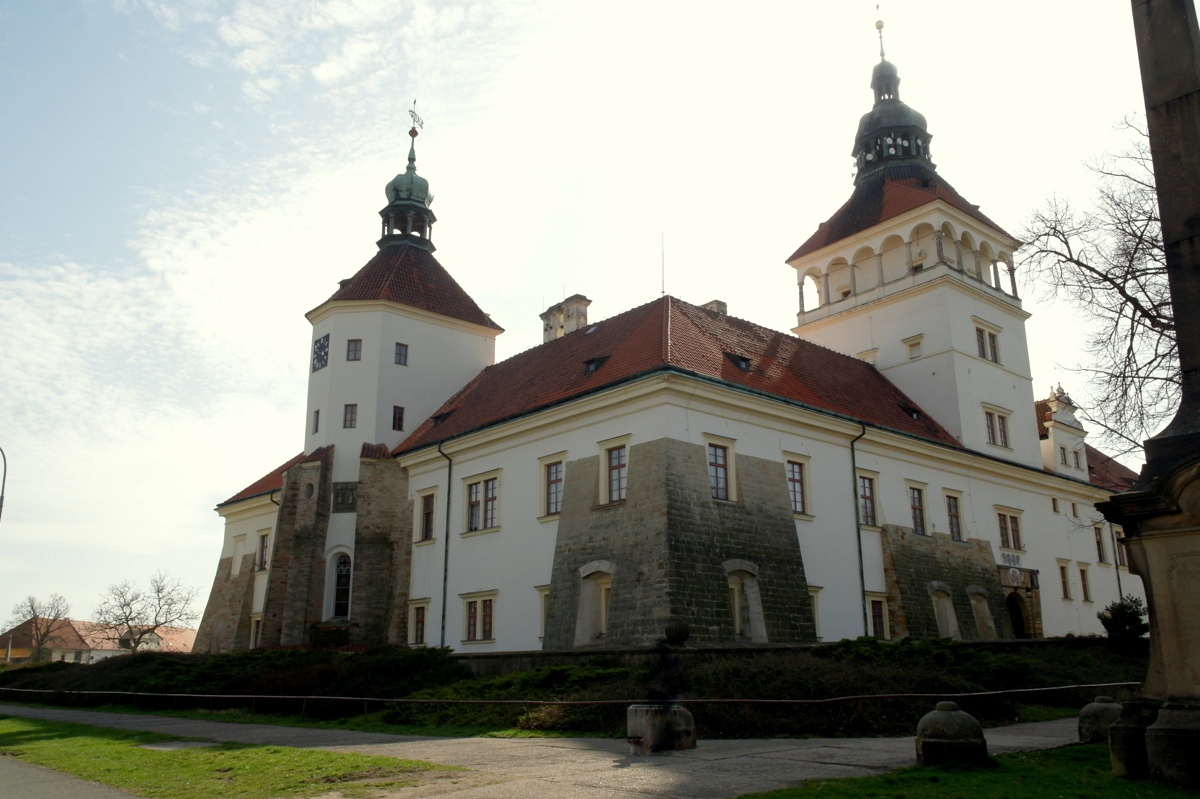
Zámek Smečno

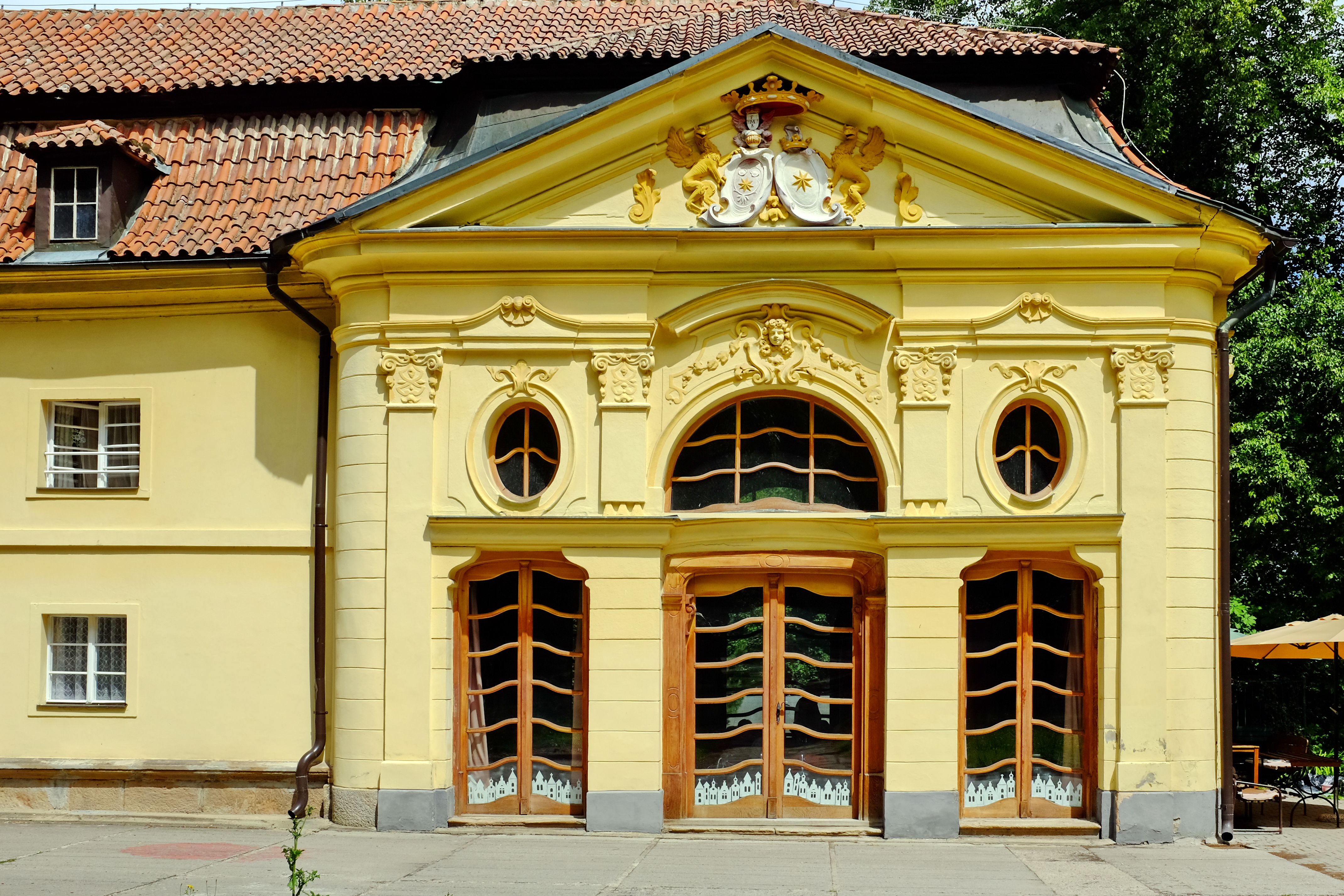
Sala terrena v zámeckém parku od K. I. Dientzenhofera z roku 1730

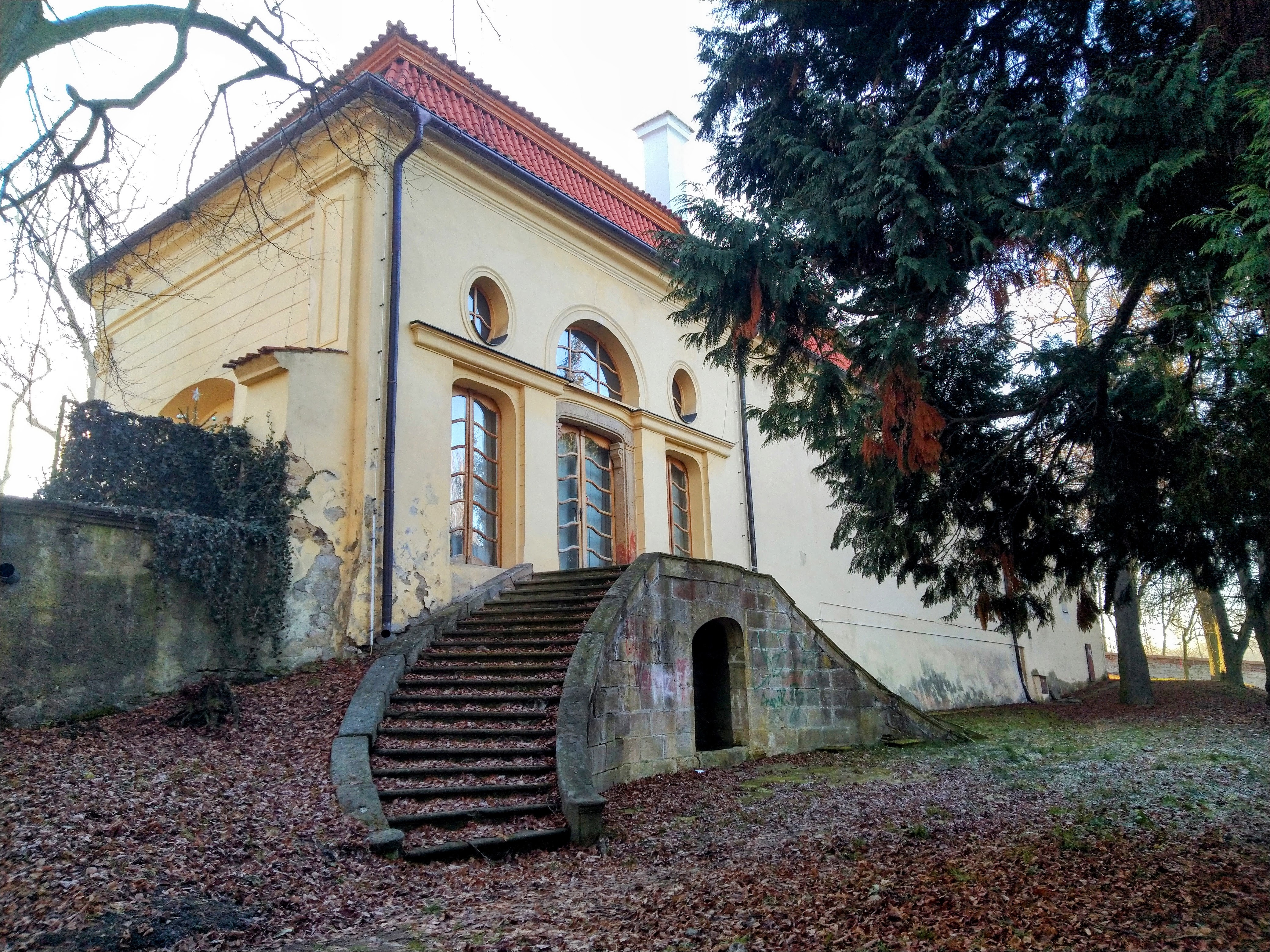
Vnější schodiště severní části Sala terreny v zámeckém parku

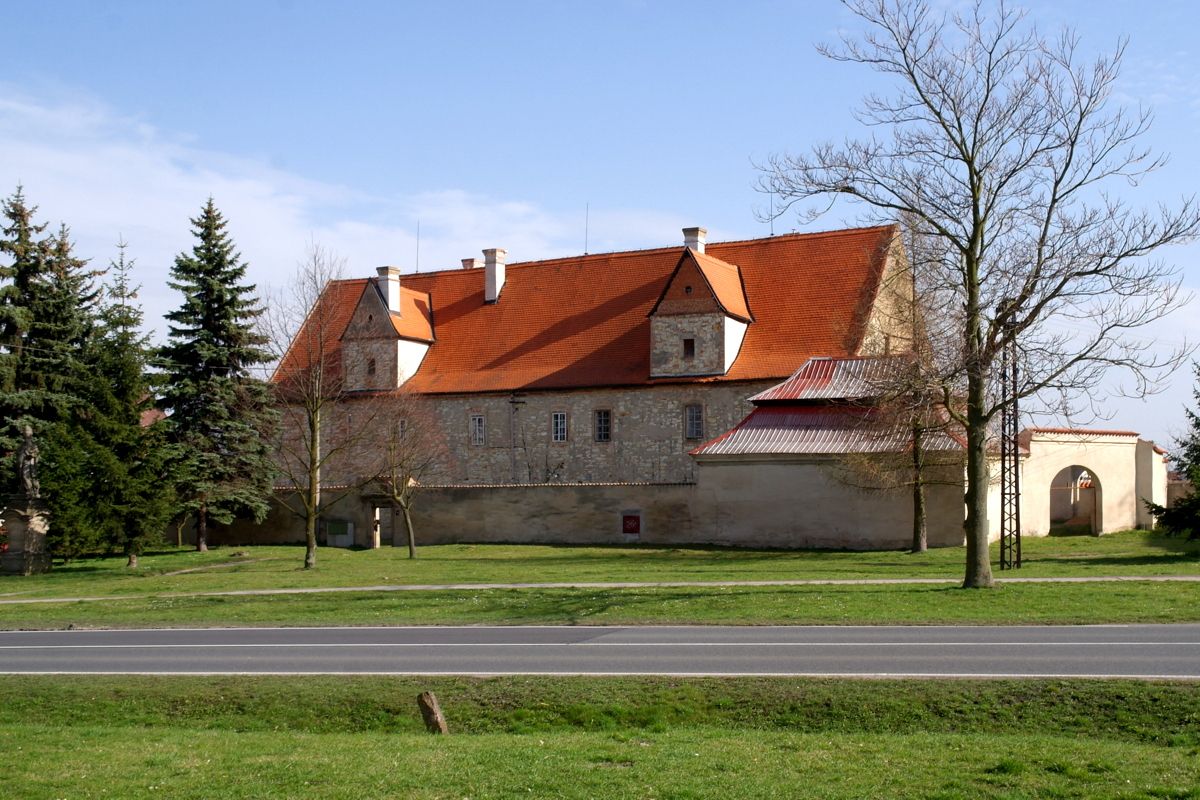
Goticko-renesanční budova děkanství s před ní stojící sochou sv. Donáta

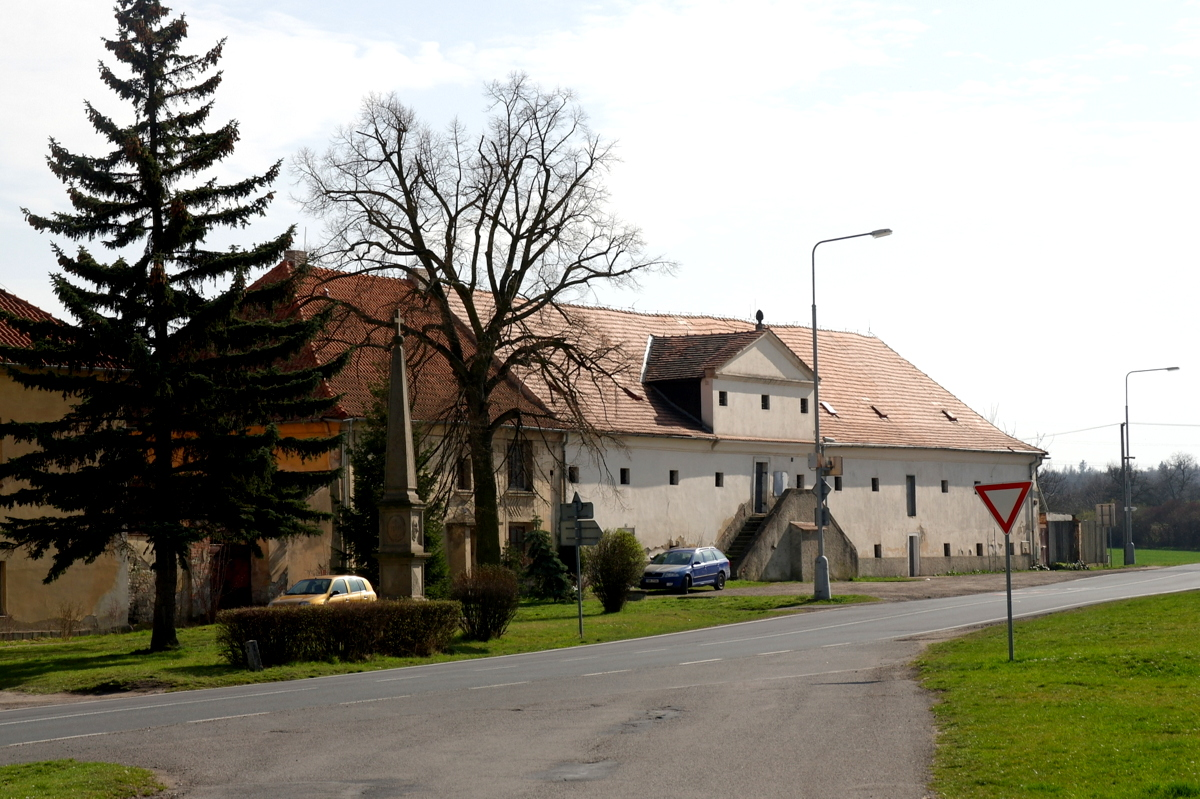
Barokní sýpka a obelisk vztyčený za Jaroslava Bořity z Martinic

Skladba historického jádra města je dána původní středověkou vsí, která byla tvořena zástavbou kolem trojúhelníkového náměstí, k němuž přiléhalo feudální sídlo. Siluetu centra města utváří tři základní historické prvky – zámek, kostel a děkanství. Roku 1987 bylo vyhlášeno Památkové ochranné pásmo pro dochované historické prostředí sídlištního celku města Smečna se souborem nemovitých kulturních památek. Historické jádro města bylo roku 1992 prohlášeno za městskou památkovou zónu. Město Smečno je členem Sdružení historických sídel Čech, Moravy a Slezska.
- Zámek Smečno byl původně gotickou tvrzí, která byla přestavěna na renesanční zámek v osmdesátých letech 16. století s pozdějším středně velkým anglickým parkem. Interiér není přístupný, objekt slouží jako sociální ústav pro ženy. V parku se nachází cenná barokní sala terrena vzniklá po roce 1740 podle návrhů K. I. Dientzenhofera během úprav parku do anglického stylu při přestavbě zámku. V 19. století byla budova doplněna o přístavbu, která sloužila pro divadelní účely. V zámeckém parku slouží nyní budova jako sociální ústav pro muže. Volně je přístupný pouze park. Předmětem památkové ochrany je zámek, park, sala terrena, socha Pomony, socha Flory, socha Samsona, socha Herkula, obelisky I a II, ohradní zeď s branou a k tomu náležející pozemky. Většina soch a úprav pochází z doby přestavby zámku kolem roku 1750. V parku se také nachází podstavec s křížem z roku 1860, který se původně nacházel na náměstí, a památník z roku 1930 postavený jako vděk chovanců Vincentina za obětavou práci správce Jana Nepomuka Řihánka. Před zámkem se nacházejí dva obelisky z počátku 18. stoleté, které jsou vyrobeny z žehrovického pískovce za Jiřího Adama z Martinic po římském vzoru, kde byl vyslancem ve Vatikánu.
- Kostel Nejsvětější Trojice na horním konci náměstí – z původně gotické stavby ze 14. století (první zmínka z roku 1352) dochován presbytář, zbytek je výsledkem renesanční přestavby, dokončené roku 1587. Zvon kostela pochází z roku 1557. Kostel byl vysvěcen 6. září roku 1587 pražským arcibiskupem Martinem Medkem. Z téhož roku pocházejí varhany, vůbec nejstarší dochované v českých zemích a zároveň nejstarší ve střední Evropě. Po rekonstrukci roce 2000, která jim vrátila původní podobu a zvuk, slouží kromě mší rovněž k varhanním koncertům. Varhany jsou laděny středotónově, tedy v původním renesančním ladění, jež se dnes už nepoužívá. Nedochovala se malovaná zavírací křídla varhan, která byla kvůli své velké hmotnosti z varhan počátkem 20. století sundána a roku 1988 z fary odcizena. [51] V kostele se nacházejí ještě barokní varhany z konce 18. století, které byly původně součástí historického rozšíření starších varhan, ale během rekonstrukce roku 2000 byly od starších varhan odděleny. Hlavní oltář je barokní dílo Ignáce Františka Platzera. Pod kostelem je neuspořádaná středně velká kostnice z doby baroka, kde se nacházejí ostatky ze hřbitova, který se nacházel u kostela do roku 1800, a také ostatky vojáků ze šarvátek v okolí Smečna během Války o rakouské dědictví. Ve fasádě kostela se zachovaly náhrobní kameny ze zrušeného hřbitova.
- Sousoší Nejsvětější Trojice je pískovcové sousoší z roku 1744 Ignáce Františka Platzera stojí mezi kostelem a zámkem. Autorem návrhu podstavce je Kilián Ignác Dientzenhofer. Nechal jej postavit hrabě František Michal z Martinic.
- Socha sv. Jana Nepomuckého, kterou dal na vlastní náklady zhotovit v roce 1723 děkan Augustin Passer, socha je umístěna před kostelem.
- Sýpka je barokní obdélníková stavba o rozměrech cca 60 × 15 m z roku 1700, byla součástí hospodářského zázemí zámku. Dochovalo se původní barokní schodiště ve středu průčelí.
- Socha sv. Jiří zabíjejícího draka z 18. století na sloupu na náměstí.
- Pamětní obelisk Jaroslava Bořity z Martinic stojí v blízkosti zámku a kostela, pochází z počátku 17. století a připomíná úspěšnou rekatolizaci smečenského panství panem Jaroslavem Martinicem. Obelisk z roku 1607 upomíná na návštěvu a kázání jezuitů v kostele toho roku.
- Budova děkanství je pozdně goticko-renesanční rozlehlá stavba s vysokými jednoduchými štíty. Uvnitř vzácné renesanční malované trámové stropy a též malby. Budova se nachází naproti zámku a kostelu. Není veřejnosti přístupná.
- Hrobka Clam-Martiniců, empírová stavba postavená v roce 1832 podle plánů německého stavitele Busseho pro objednavatele Karla hraběte z Clam-Martinic je jednoduchou, kompaktně působící architekturu, tvořící výraznou dominantu hřbitova, který byl při příležitosti její stavby rozšířen. Její interiér byl novorenesančně upraven roku 1888 Augustou a Richardem, hrabaty z Clam-Martinic. Starým smečenský hřbitov je umístěn v dolní části Smečna ve směru na Slaný.
- Socha sv. Donáta stojí na trávníku před budovou děkanství, socha světce je od Ignáce Františka Platzera, jejíž vznik je možno klást k roku 1744. Socha původně stála v poli u Ovčína, ale z důvodu předejití dalšímu vandalství byla roku 2000 přemístěna do města.
- V polích mezi Smečnem a Kačicí se nachází kamenný obelisk (pyrám) postavený roku 1847 na památku hraběte Karla Jana Nepomuka Clam-Martinice jeho úředníky. Dnes je zcela zastíněn vzrostlými stromy. Nachází se asi 300 m od autobusové zastávky Smečno Ovčín.
- Boží muka jsou pískovcová renesanční či raně barokní. Mohutný sokl nese polygonální sloup s hlavicí, na nějž dosedá drobná kaplička s křížem ve vrcholu. Na stěnách je podle staršího popisu vepsáno vročení 1600 a 1844.
- Boží muka jsou barokní pískovcová sloupková s kovovým křížkem s liliovými rameny ve vrcholu. Barokní práce obnovená roku 1999.
- Boží muka pískovcová z počátku 19. století, vysoký sloup s patkou a hlavicí nese desku s kovovým křížem
- Torzo sochy sv. Januária z roku 1733 u vjezdu do Smečna po silnici od Kačic.
- Objekt lehkého opevnění vz. 37 B2-80z – vzácně dochovaná pevnůstka pražské čáry (též VOP – Vnější obrana Prahy) předválečného československého opevnění, které stojí u zadní (západní) zdi zámeckého parku. Betonový bunkr za německé okupace zachránila před vyhozením do povětří obava z poškození blízkého zámku. V 90. letech 20. století byl objekt zrekonstruován do stavu za mobilizace roku 1938.
- Pozůstatky zaniklé úzkorozchodné železniční dráhy Slaný – Kačice včetně mostů, nádraží a kolejí,[52] které se nacházejí v podobě úvratě v jižním cípu katastrálního území města v blízkosti autobusové zastávky a rozc. Na Kopaninách, v pomezí katastrálních území obcí Smečno - Kačice - Libušín. Budova bývalého nádraží úzkokolejky ve Smečně je v současnosti dům čp. 288 v ulici U Zámku.[53] Detail z budovy stanice zaniklé úzkokolejné dráhy

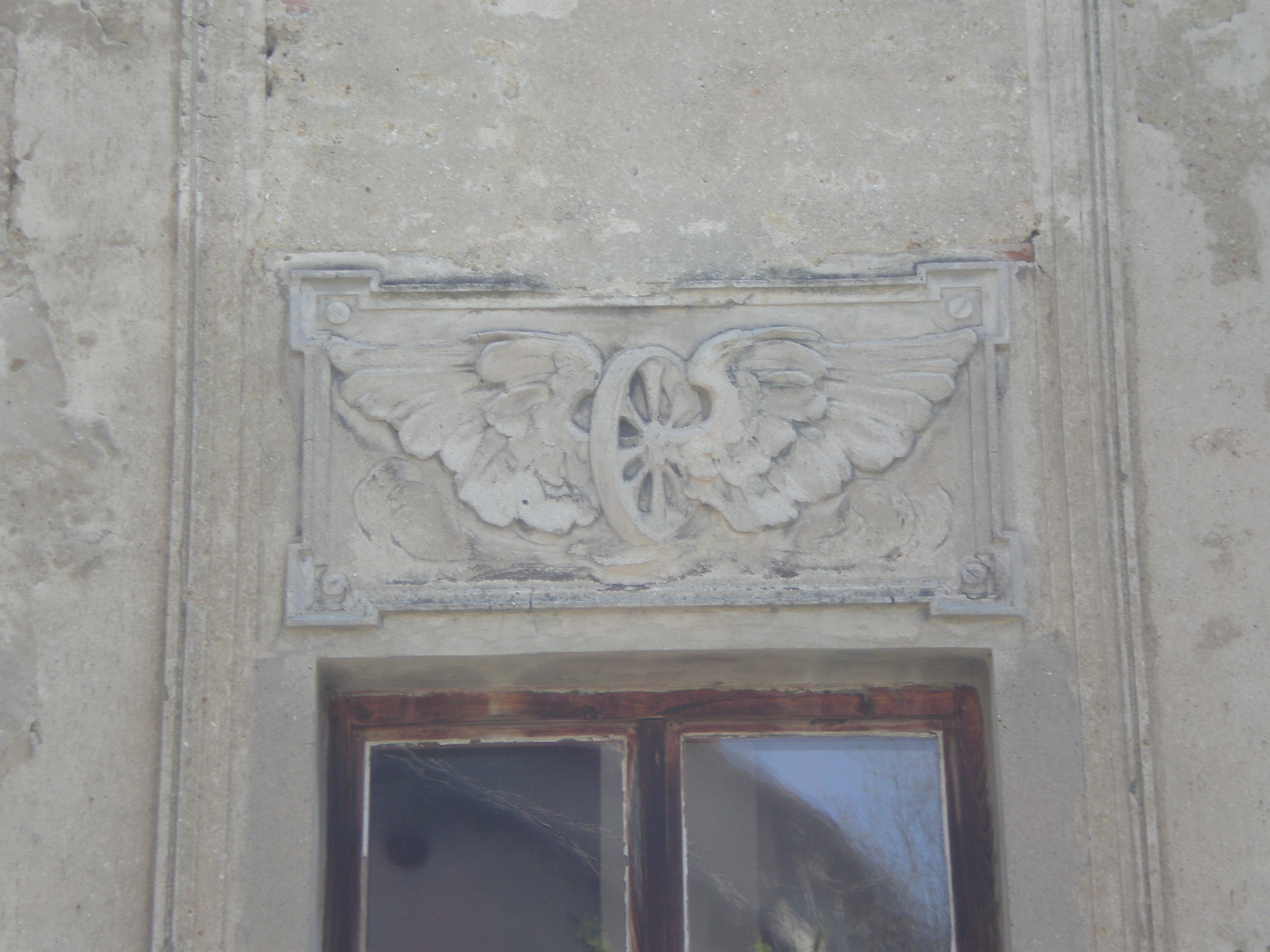
Detail z budovy stanice zaniklé úzkokolejné dráhy

- Bývalý panský pivovar založen za Hynka Bořity z Martinic mezi lety 1510–1524. Vaření piva pravděpodobně zahájeno krátce po přiznání šlechtě práva várečného Svatováclavskou smlouvou z roku 1517. K pivovaru nejprve patřily dvě chmelnice, jedna poblíž zámku u cesty do Šternberka a druhá u Žiliny. Postupně se počet chmelnic rozšiřoval o nové u Smečna, Tuháně, Žiliny, atd. Během třicetileté války poničený pivovar nechal roku 1649 opravit Bernard Ignác Jan z Martinic. V 18. století byl pivovar jedním z největších v tehdejším rakovnickém kraji. Na počátku 80. let 19. století byl rozšířen a zmodernizován přechodem na parostrojní provoz. Do roku 1918 pivovar nesl název „Parostrojní pivovar Jindřicha hraběte Clam-Martinice ve Smečně“. Vrchol produkce byl v roce 1907–1908, kdy se uvařilo 36186 hl piva. V té době patřil smečenský pivovar do první padesátky tehdejších českých pivovarů. Úspěšné období bylo ukončeno první světovou válkou. V roce 1922 Čs. stát pivovar zkonfiskoval a pivovar převzal správce. V roce 1927 pivovar získal Adolf Schwarzenberg, majitel řady jihočeských pivovarů, ale produkce postupně klesala. V roce 1934 spadal smečenský pivovar pod majetek pivovaru v Lounech. Roku 1935 byl smečenský pivovar zrušen a budovy byly přebudovány k jiným účelům. [54] [55] Budovy bývalého areálu pivovaru se nacházejí v ulici U Zámku. V současnosti je areál bez využití a chátrá.
- Křížový kámen považovaný za smírčí kámen či za menhir, který je přes jeden metr vysoký, vytvořen z pískovce dovezeného ze vzdálenosti až desítky kilometrů. Na severní straně je pozitivní reliéf latinského kříže, na jižní straně býval reliéf kruhového, možná keltského, kříže. Kříž na severní straně je mladší než symbol na jižní straně, kámen mohl být tedy původně menhirem. Váže se k němu pověst o zabití obchodníka na staré formanské cestě. Kámen je na tzv. Muclavské louce poblíž silnice silnice II/236 Smečno - Kačice, asi 2,5 kilometru od centra Smečna. Stojí na okraji enklávy zahrad s několika domky. Nejlepší přístup je po cestě na východním okraji této enklávy.[56]

## Osobnosti
- František Benetka (1912–1961) hudební skladatel, který bydlel krátce v Jiráskově ul. Napsal hudbu např. ke skladbě „Smečenská polka" [57]
- Augustin Bělohlávek (1926–1962) tiskař a básník
- Jindřich Blyssem (1526–1586) jezuita uskutečňující rekatolizaci smečenského panství na žádost Martiniců, patřil k první generaci jezuitů působících v Praze sdružených okolo sv. Petra Canisia
- Josef Božek (1782–1835 ) mechanik a konstruktér známý především konstrukcí prvního parovozu v českých zemích, vychovatel Karla Clam-Martinice a na jeho pozvání trávil s rodinou léto 1815 ve Smečně. V té době se Božek zabýval výrobou parního stroje. S Božkem na stroji pracoval jeho tovaryš Prokop Svoboda a panský kovářský mistr Nechleba se svými tovaryši a učedníky ze Smečna.
- Emanuel Danda (1842–1900) od roku 1864 učitel v Slaném na dívčí, později chlapecké škole, sbormistr pěveckého spolku Dalibor
- Kilián Ignác Dienzenhofer (1689 – 1751) architekt a stavitel, ve Smečně vytvořil salla terrenu a spodní část sousoší Nejsvětější Trojice.
- František Ferdinand d´Este (1963–1914) následník rakousko-uherského trůnu a synovec císaře a krále Františka Josefa I., několik let před první světovou válkou byl skoro každoročně hostem hraběte Clam-Martinice ve Smečně, na jejichž panstvích se pořádaly velké hony[58]
- Jan Frolík (1938) matematik-systémový analytik, práce z oboru výpočetní techniky a programování
- Josef Frolík (1896–1942) zahynul 4. 3. 1942 v koncentračním táboře Mauthausen, kde byl vězněn pro členství v ilegální odbojové skupině - člen KSČ. Adoptivní otec špióna Josefa Frolíka[59], který je autorem knihy Střílející abatyše, která je zdánlivě autentickým příběhem situována do Smečna.
- Ferdinand Hanuš Herink (1889–1955) český malíř, krajinář, grafik a výtvarný kritik.
- František Alois Hora (1838–1916) pedagog, básník, dramatik, překladatel z polštiny a němčiny, uveden v matriční záznam o křtu farnosti Smečno
- Olga Chotková (1860–1934) (sestra Antoinetta) představená Vincentina, sestřenice hraběnky Žofie z Hohenbergu rozené Chotkové, která byla manželkou následníka trůnu Františka Fedinanda d´Este
- Vojtěch Kaisler (1870–1943) rektor ČVUT, po studiu získal první praxi na panském velkostatku pod vedením lesmistra Jana Wandase.
- Jan Karel Kovář (1709–1749) malíř období rokoka, v roce 1744 vytvořil stropní fresku s antickými výjevy sally terreny v zámeckém parku zámku ve Smečně
- Antonín Langweil (1791–1837) litograf a výtvarník, pracoval na modelu zámku ve Smečně[60]
- Emil Johann Lauffer (1837–1909) malíř a vysokoškolský pedagog, pro kostel ve Smečně namaloval obraz Svatého Václava
- Vincenc Lichtblau (1813–1887) kněz, děkan, numismatik a vlastenec[61]
- Zdeněk Liška (1922–1983) skladatel filmové hudby, ve Smečně žil s rodiči celé dětství v domě ve Svinařovské ulici (dům č.p. 203). Je autorem hudby například Oscary oceněného filmu Obchod na korze. Je pohřben v rodinném hrobě na smečenském hřbitově.
- Martin Medek z Mohelnice (1538–1590), 9. arcibiskup pražský, který 6. září roku 1587 vysvětil Kostel Nejsvětější Trojice.
- František Mensi (1753–1829) páter činný v duchovní hudbě i jako skladatel. Ve Smečně z jeho jedenáctiletého působení (1776–1787) zůstalo na děkanství 25 skladeb, 15 vlastnoručních rukopisů a 17 kompozic.[62]
- Jan Bohuslav Miltner (1841–1887) český středoškolský profesor a historik
- František Karel Miltner (1797–1874) vrchní správce panství Smečno, amatérský archeolog, numismatik a sběratel umění
- Václav Müller (1876–1943) architekt a stavitel, ve Smečně a v okolních obcích realizoval plány a stavby řady domů a objektů. V letech 1909–1910 postavil školu, roku 1924 opravil radnici a vsadil nový erb.
- Jaroslav Novotný (1903–1976) český režisér, kameraman a pedagog, usiloval o zapojení filmu, jako vhodné pomůcky do školní výuky. Postupně se stal režisérem dokumentárních a výukových filmů, a po válce i ředitelem zlínských filmových ateliérů. Zdeněk Liška u něj začal s tvorbou hudby k dokumentárním filmům. [62]
- František Palacký (1798–1876) historik, politik a spisovatel, v letech 1823–1825 opakovaně navštívil zámecký archiv, aby sestavil rodopis pánů z Martinic a získal podklady pro sepisování knihy „Dějiny národa Českého“[63]
- Augustin Passer (1656–1727) děkan ve Smečně, který měl svou účast na událostech spojených se svatořečením Jana Nepomuckého a zúčastnil se otevření světcova hrobu v Praze roku 1719.
- Ignác František Platzer (1717–1787) sochař, dokončil sousoší Nejsvětější Trojice v prostoru mezi zámkem a kostelem, sochy v zámeckém parku Samson a Herkules, Pomona a Flora. V kostele vytvořil oltář sv. Jana z Nepomuku.
- Karel Procházka (1974) varhaník ve Smečně (od roku 2000) a zakladatel Smečenského varhanního festivalu (od roku 2007), byl dirigent Kladenského symfonického orchestru, člen a sólista kladenského sboru Schola cantorum Sanctea Caeciliae, zakládající člen a umělecký vedoucí souboru Chorus Carolinus Kladno, hudební vědec - vzkříšení osobností a duchovních děl pátera Františka Mensiho (1753–1829) a Jana Karla Loose (1722–1772), autor odborných studií a hudebních skladeb, např. Te Deum, Reguiem g moll pro sóla, sbor a orchestr ad.[64]
- František Sekanina (1875–1958) učitel, básník, spisovatel, překladatel a literární kritik
- Rudolf Smetáček (1878–1946) právník, státní úředník, hudebník, skladatel, otec hudebního skladatele Václava Smetáčka [65]
- Miroslav Švejda (1939) operní pěvec žijící ve Smečně, držitel ceny Thálie a uveden do Síně slávy Národního divadla.
- Antonín Tuvora (1747–1807) malíř, pro kostel ve Smečně namaloval roku 1787 obraz Nejsvětější Trojice
- Hortensie Urbancová (1873–?) od roku 1926 samostatná představená dětské odbočky Vincentina ve Smečně a od roku 1934 vrchní správkyně společenství Milosrdných sester celého Vincentina[66]
- Václav Valeš (1922–2013) český a československý politik
- Václav Vlček (1820–1880) traťový strážný, narozen ve Smečně, otec Hany Benešové, manželky prezidenta Edvarda Beneše
- Justýna Vondroušová (1870–1958) učitelka a překladatelka[67]

### Z rodu Martiniců
- Karel Josef Clam (1760–1824) manžel Marie Anny z Martinic, který roku 1792 obdržel majestát na vznik rodové aliance Clam-Martinic spolu s převzetím historického titulu vladař domu smečenského.
- Jindřich Jaroslav Clam-Martinic (1826–1887) byl poslancem českého zemského sněmu, podpořil stavbu samostatného českého divadla a financování muzejní budovy, a v letech 1861–1887 byl prezidentem Národního muzea.
- Jindřich Karel Maria Clam-Martinic (1863–1932) díky sňatku se dostal do okruhu přátel Františka Ferdinanda d'Este, roku 1916 se stal rakouským ministrem zemědělství a nakonec byl od prosince 1916 do června 1917 ministerský předseda předlitavské části Rakousko-Uherska. Hrabě býval ve Smečně jen přes léto a na zimu odjížděl do Clamu. Po I. světové válce se na Smečno nevrátil. Jako zastánci protičeských postojů v Rakousko-Uhersku mu byl po roce 1918 zestátněn majetek ve Smečně a měl zákaz vstupu na území Československa. Bylo mu ale povoleno odvézt vnitřní vybavení smečenského zámku, které bylo přestěhováno na rodové sídlo Clam v Rakousku.
- Karel Jan Clam-Martinic (1792–1840) generálním pobočníkem a členem státní rady rakouského císaře Ferdinanda I. Dobrotivého, eskortoval svrženého císaře Napoleona Bonaparte na ostrov Elbu. R. 1832 nechal vystavět uprostřed hřbitova ve Smečně empírovou rodinnou hrobku, kam nechal přenést ostatky svých předků a ve které byl po své smrti i sám pohřben. Na jeho počest byl postaven pyrám u Ovčína asi 1,5 km od Smečna jihozápadním směrem.
- Marie Anna Clam-Martinic (1768–1832) nechala prozkoumat léčivé účinky vody 1,5 km severozápadně od Smečna a roku 1801 v těchto místech nechala zřídit lázně Šternberk s výstavnou kolonádou. Do roku 1830 vedla správu Smečna, její smrtí rod Martiniců vymřel i po přeslici.
- Richard Clam-Martinic (1832–1891) zastával pročeská stanoviska, byl místopředsedou říšské rady, po určitou dobu zastával funkci místopředsedy Českého klubu.
- Adolf Bernard z Martinic (1680–1735) císařský komorník, nejvyšší dvorský maršálek. I když jako vysoce postavený dvořan žil převážně ve Vídni, věnoval pozornost úpravám hlavního rodového sídla ve Smečně, kde například v roce 1730 vznikla Sala terrena obklopená skleníky.
- Bernard Ignác Jan z Martinic (1614–1685) byl radou a komorníkem císaře Ferdinanda III. a nejvyšším purkrabím českým a posledním českým místodržícím, proslul také jako mecenáš katolické církve a vzdělanec, krátce byl například prorektorem Univerzity Karlovy. Na území České republiky jsou k vidění jeho tři portréty, dva v muzeu ve Slaném (z nichž byl jeden snad původně na zámku Smečno)
- Bořita z Martinic (1420–1479) byl dvorským maršálkem a nejvyšším hofmistrem České královny Johanky z Rožmitálu. V roce 1460 započal stavět na místě tvrze hrad či zámek současných rozměrů s padacím mostem a s gotickou kaplí sv. Anny.[68]
- František Karel z Martinic (1733–1789) sloučil všechny martinické majetky (Smečno, Slaný, Ahníkov, Prunéřov), byl zároveň posledním mužským potomkem Martiniců a jeho úmrtím rod vymřel. Jméno jeho manželky Marie Josefy ze Šternberka (1746–1823) je zachováno v názvu bývalých lázní Šternberk mezi Smečnem a Slaným zřízených počátkem 19. století.
- František Michal z Martinic (1704–1773) vyslanec v Bruselu a Lisabonu. Uskutečnil stavební úpravy zámku, které probíhaly průběžně po celou dobu jeho vlády. Do svých služeb povolal významného sochaře Ignáce Františka Platzera, který je autorem sochařské výzdoby zámeckého parku a kostela.
- Hynek Bořita z Martinic (1470–1523) dvorský maršálek a nejvyšší sudí, přimluvil se u krále Vladislava Jagellonského, aby získalo Dolní Smečno v roce 1510 označení městečko s novým jménem Muncifaj a roku1515 bylo povýšeno na město.
- Jan Bořita z Martinic (1480–1527) karlštejnský purkrabí
- Jaroslav Bořita z Martinic (1582–1649) královský místodržící, nejvyšší hofmistr, nejvyšší purkrabí, 1621 povýšen na hraběte [10] V roce 1601 nechal postavit faru a povýšil jí na děkanství. Městu daroval stříbrnou pečeť a založil knihovnu.[68] Jaroslav Bořita byl v roce 1639 při obraně Prahy před Švédy raněn, odešel do ústraní a zemřel ve Smečně 21. listopadu 1649.
- Jiří z Martinic (1532–1598) komoří, nejvyšší dvorský sudí a nejvyšší český kancléř. V letech 1580–1586 nechal přestavět hrad na renesanční sídlo rodu. Dal přestavět farní kostel na goticko-renesanční stavbu.
- Jiří Adam II. Bořita z Martinic (1645–1714), byl vyslancem v Anglii, Portugalsku, Polsku a Vatikánu, místokrál v Neapoli, císařský tajný rada a nejvyšší maršálek. Ve Smečně nechal postavit dva obelisky, sochu sv. Jiří, atp.
- Marie Anna z Martinic (1768–1832) převzala kmenové rodové dědictví Smečno-Slaný po Františkovi Karlovi z Martinic a v roce 1791 se provdala za rakouského šlechtice Karla Josefa Clama.
- Markvart z Martinic (1385–1448) v letech 1416 a 1418 koupil Horní a Dolní Smečno

### Návštěvníci města
Zámek a okolí krátkodobě navštívila řada dalších osobností politického, náboženského a kulturního života tehdejší doby, např. roku 1732 císař Karel VI. s manželkou Alžbětou Kristýnou, král Fridrich Vilém I., roku 1832 korunní pruský princ a pozdější císař Vilém I. Pruský, roku 1833 francouzský král Ludvík Filip, roku 1881 korunní princ Rudolf se Štěpánkou Belgickou, roku 1883 kníže kardinál arcibiskup Bedřich ze Schwarzenbergu, roku 1891 arcivévoda Karel Ludvík Rakousko-Uherský, roku 1895 arcibiskup kardinál František Schönborn, roku 1907 místodržitel Království Českého Karl Maria Coudenhove, roku 1909 arcibiskup kardinál Lev Skrbenský, roku 1920 president Československé republiky T.G. Masaryk se svou dcerou Alicí Masarykovou, Smečno navštívil také druhý prezident ČSR Edvard Beneš.
V minulosti byl v zámku umístěn významný archiv, který byl ve třicátých letech 20. století rozprodán. Archiv navštívili mimo  F. Palackého také Josef Emler, Antonín Rezek a August Sedláček.
V kostele Nejsvětější Trojice se nacházejí nejstarší varhany ve střední Evropě, proto Smečno v minulosti navštívila řada významných hudebníků. Patřili mezi ně například členové kantorských rodů Syřišťů a Stehlíků (1724–1838), kterým vděčíme za většinu opisů skladeb ve smečenské sbírce, nebo smečenský kaplan František Mensi. Na konci 19. století působil ve Smečně člen hudebnického rodu a kantor Alois Förster. Ve 20. století působil v kostele více než 50 roků p. učitel Josef Kořínek, který sepsal mešní písně. Od roku 2001 působí ve smečenském kostele varhaník, sbormistr a dirigent Karel Procházka. Začátkem 21. století se začalo pravidelně konat ve Smečně několik varhanních festivalů (Varhany znějící, Smečenský varhanní festival, atd.) a do Smečna několikrát zavítala hudební, především varhanická, elita, například: Michal Novenko, Pavel Kohout, Pavel Černý, Lukáš Vendl, Adam Viktora, Martin Gedeon, Kryštof Zuska, Peter van Dijk, Holger Gehring, Vojtěch Trubač, Gabriela Eibenová, Vlastimil Mareš, a další.

## Galerie

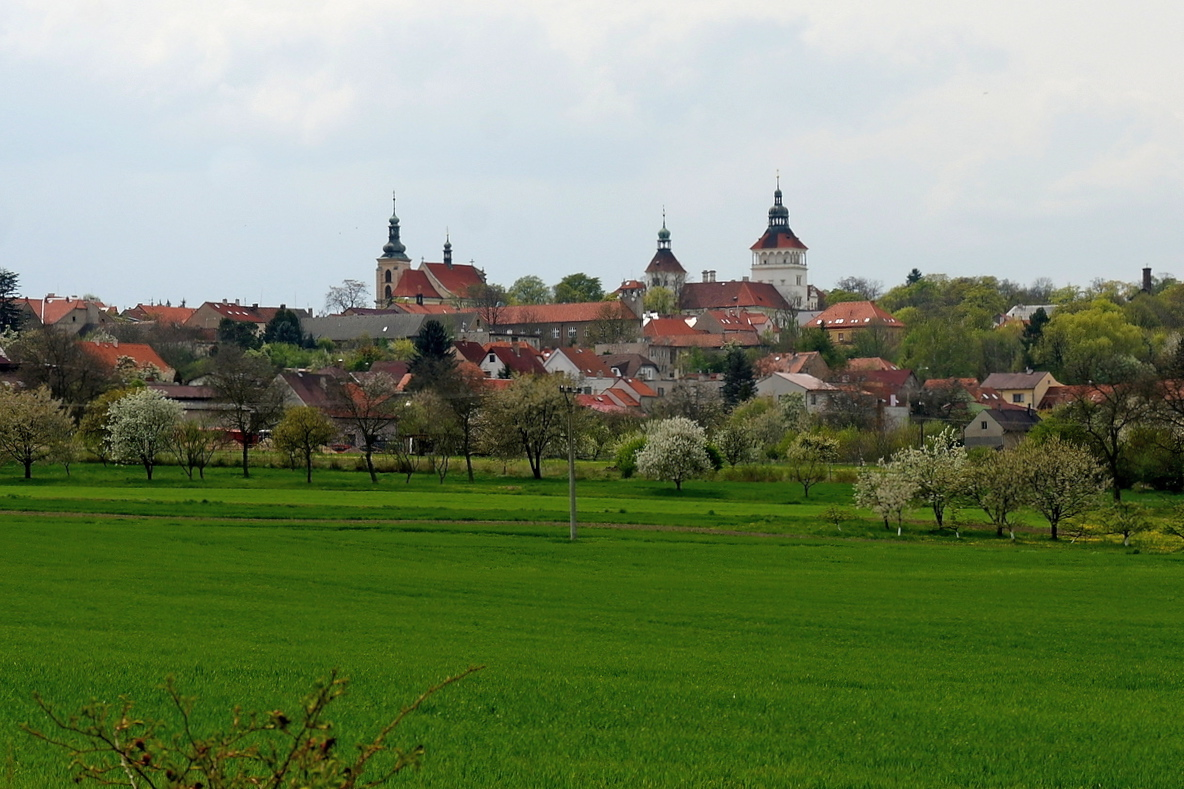
Panoramatický pohled na část města se zámkem a kostelem
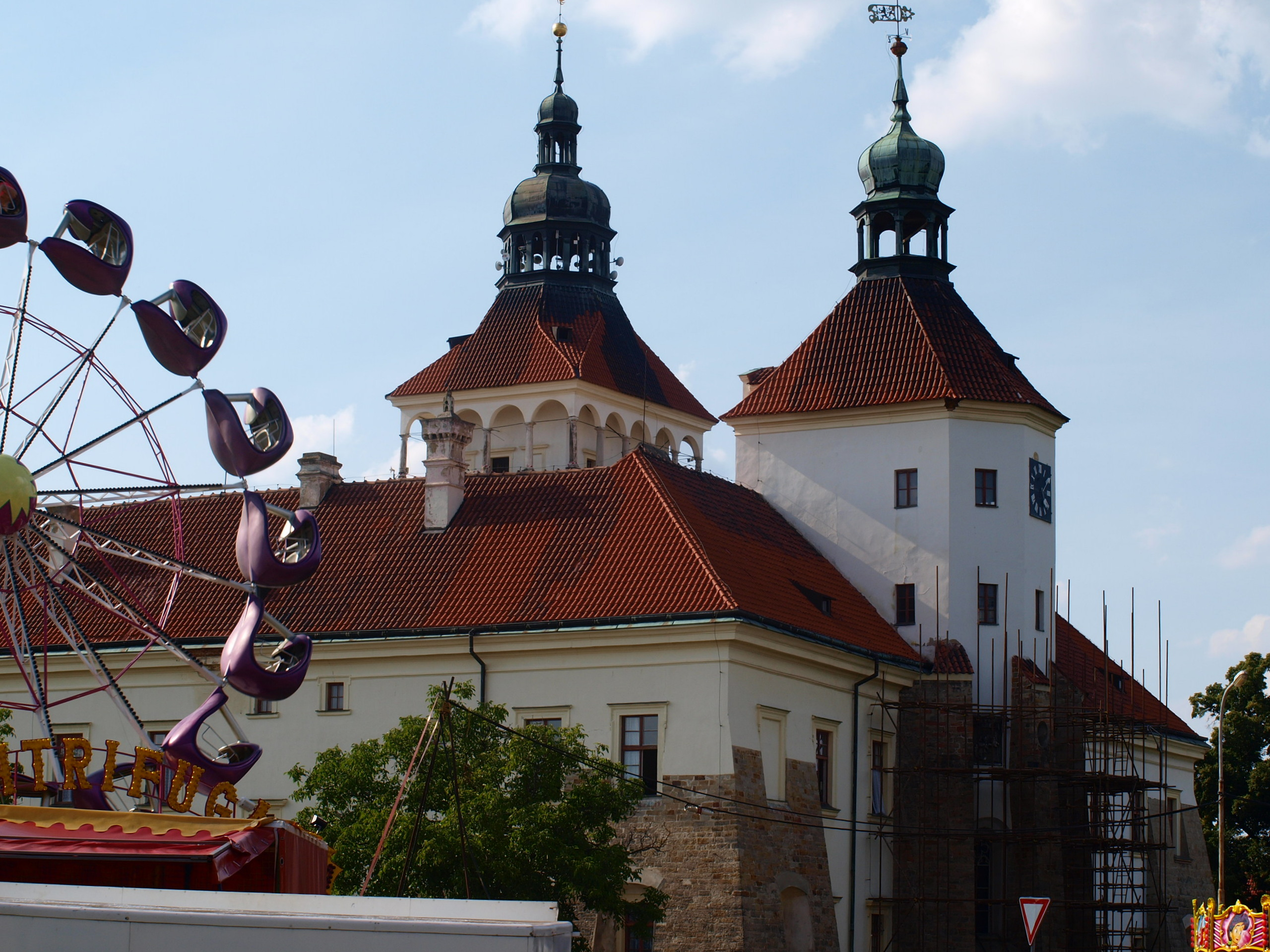
Zámek během Anenské poutě
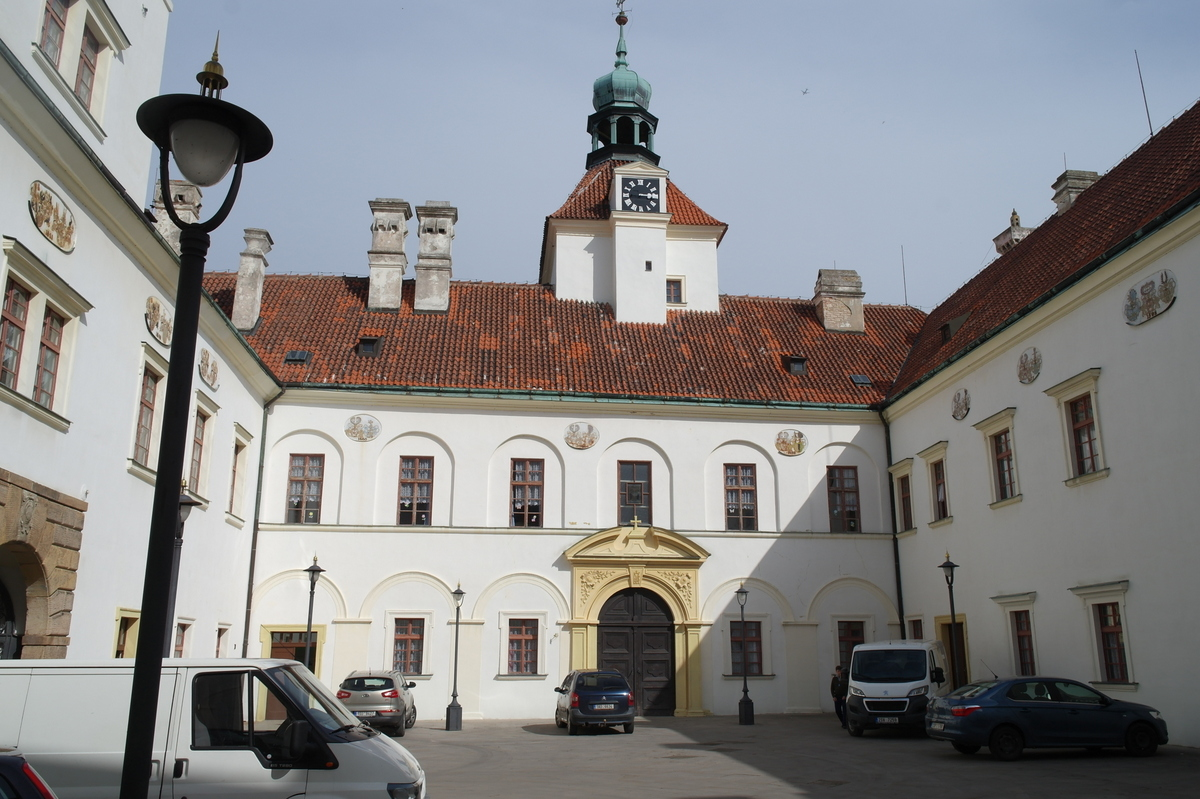
Nádvoří zámku se vstupem do zámecké kaple
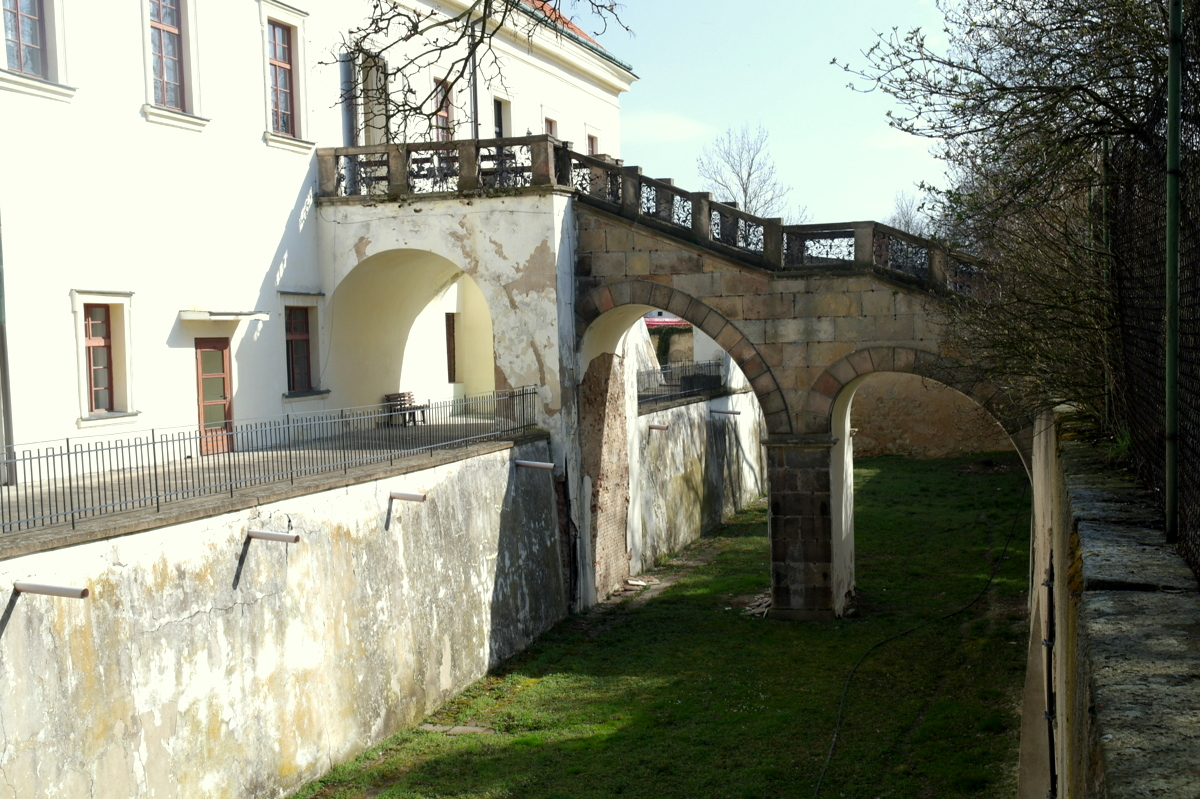
Zámecký příkop
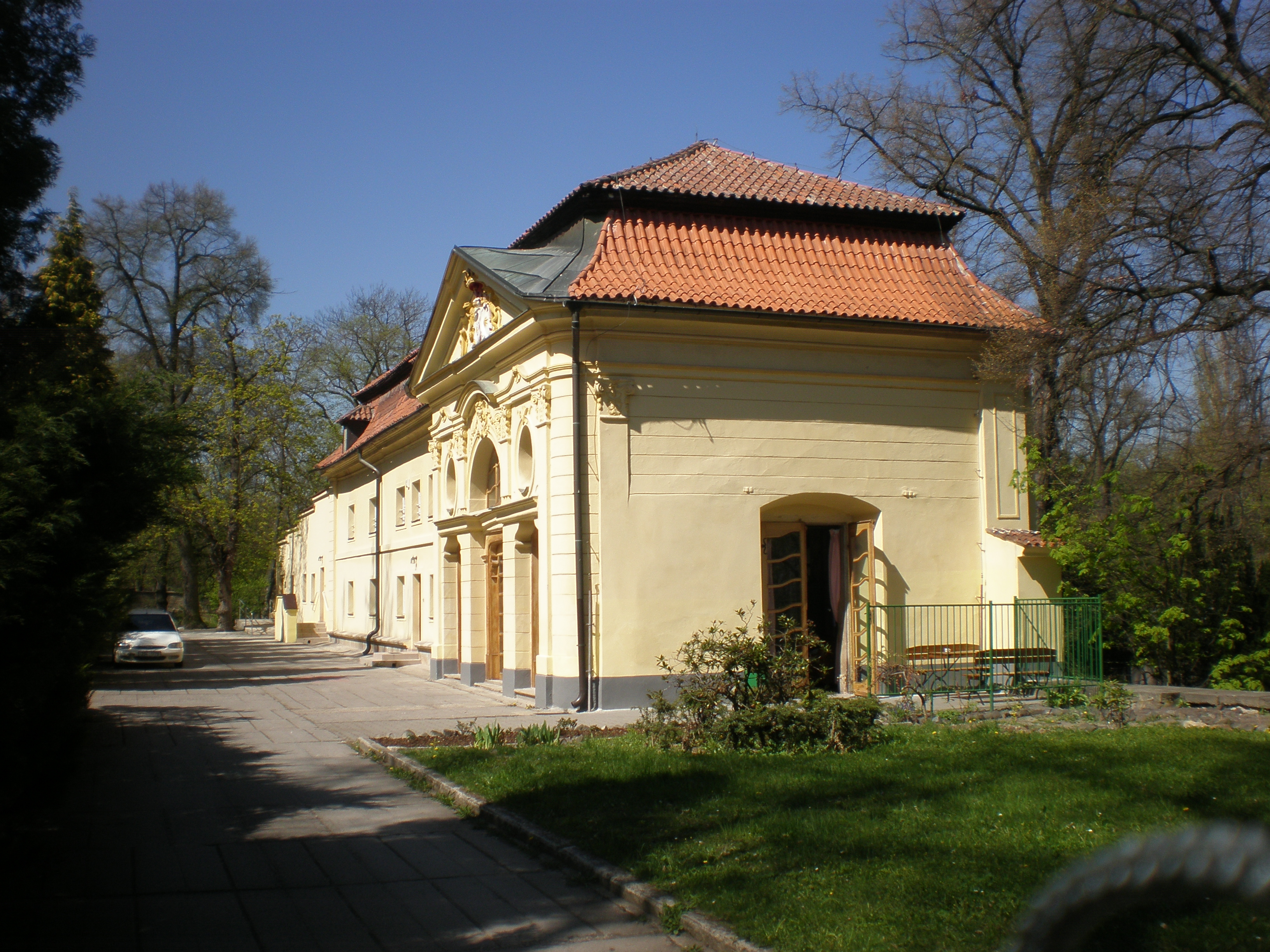
Smečenská sala terrena
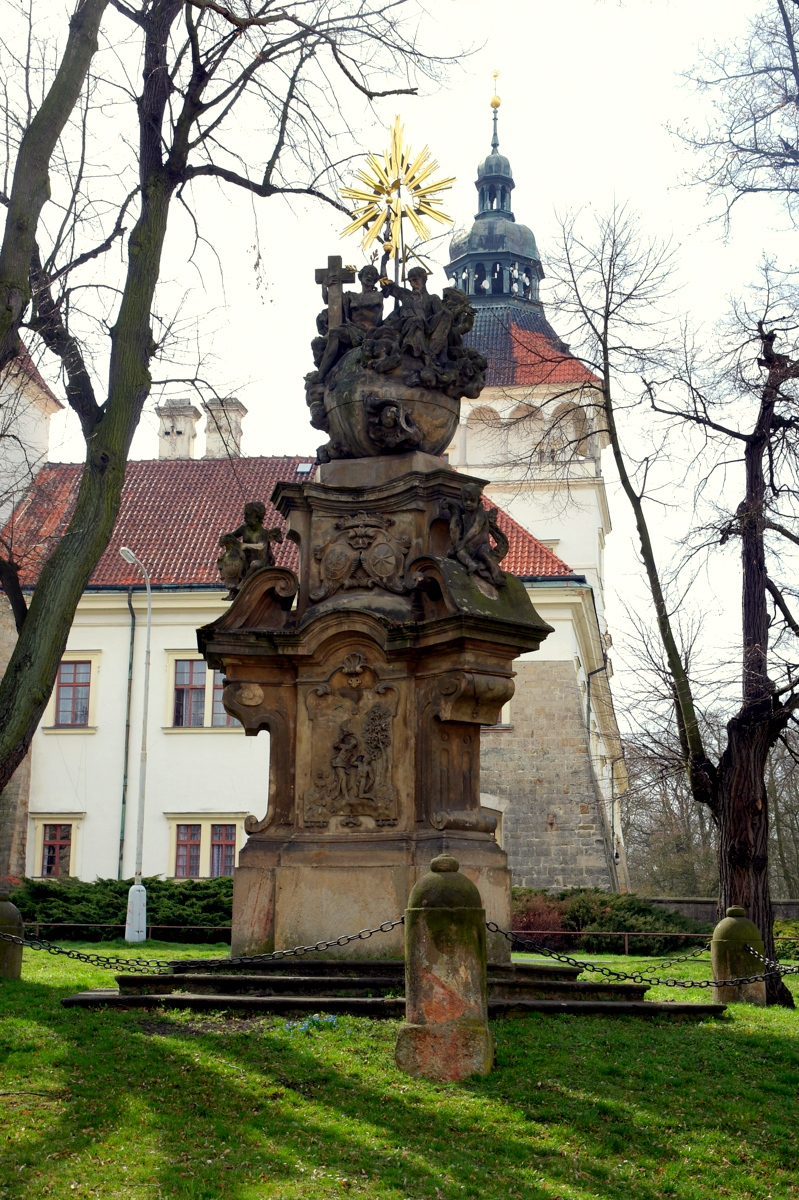
Sousoší Nejsvětější Trojice
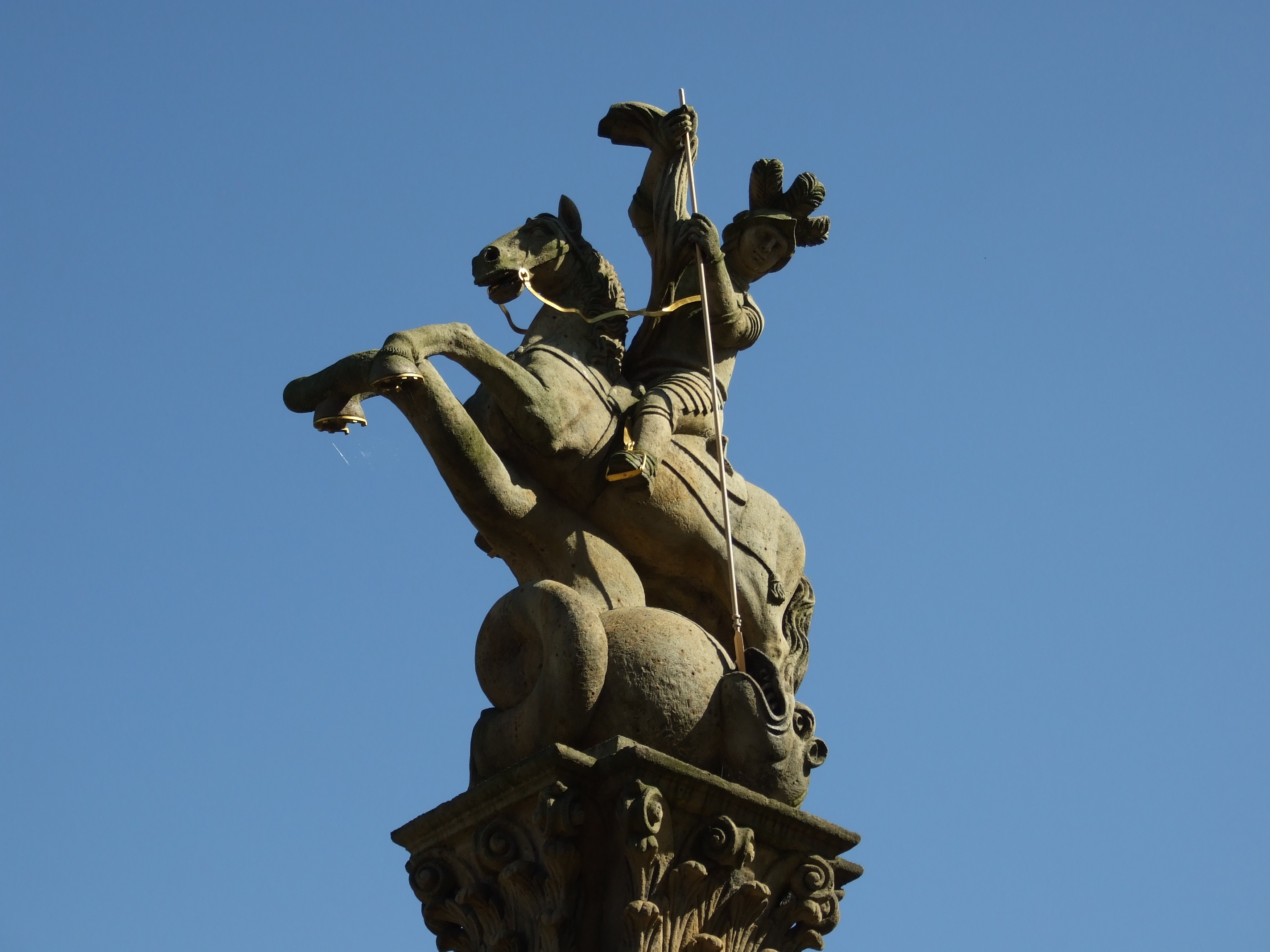
Socha svatého Jiří
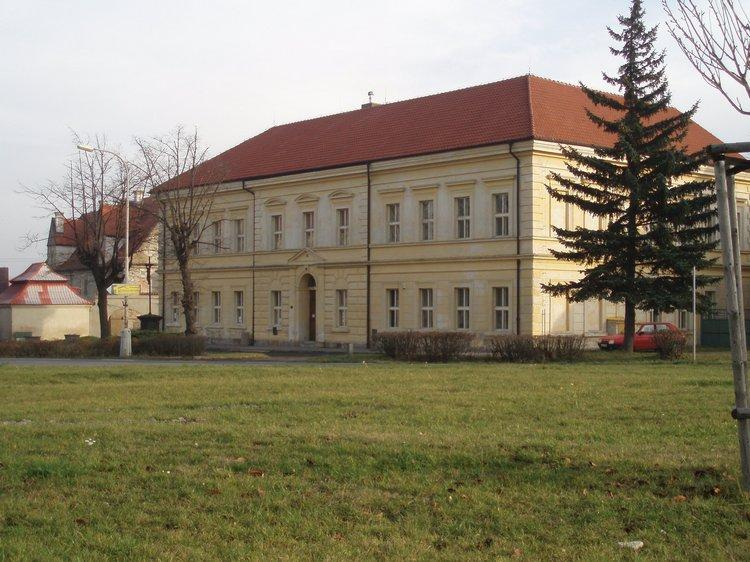
Budova základní školy v ulici Kačická
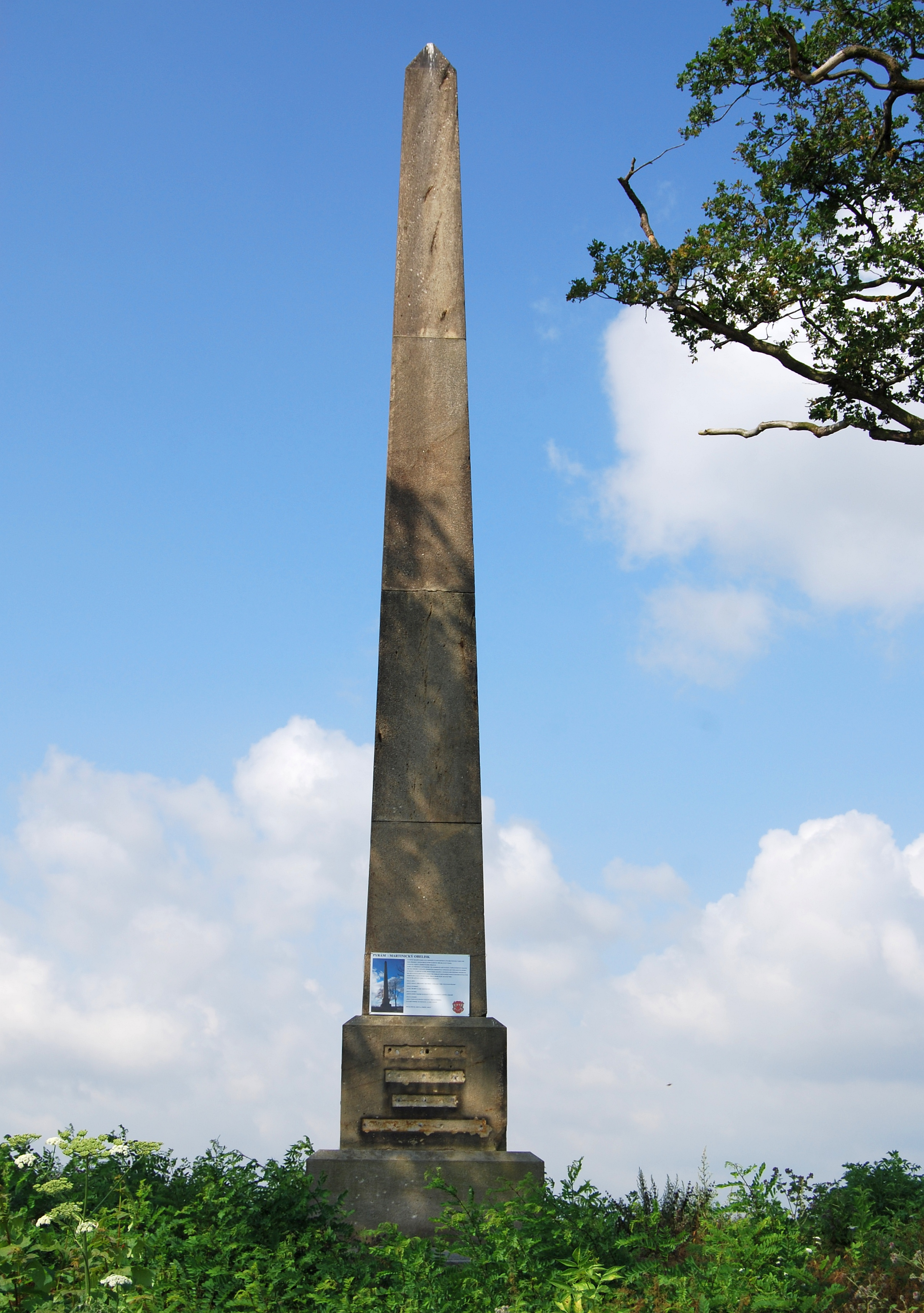
Obelisk (pyrám) mezi Smečnem a Kačicí
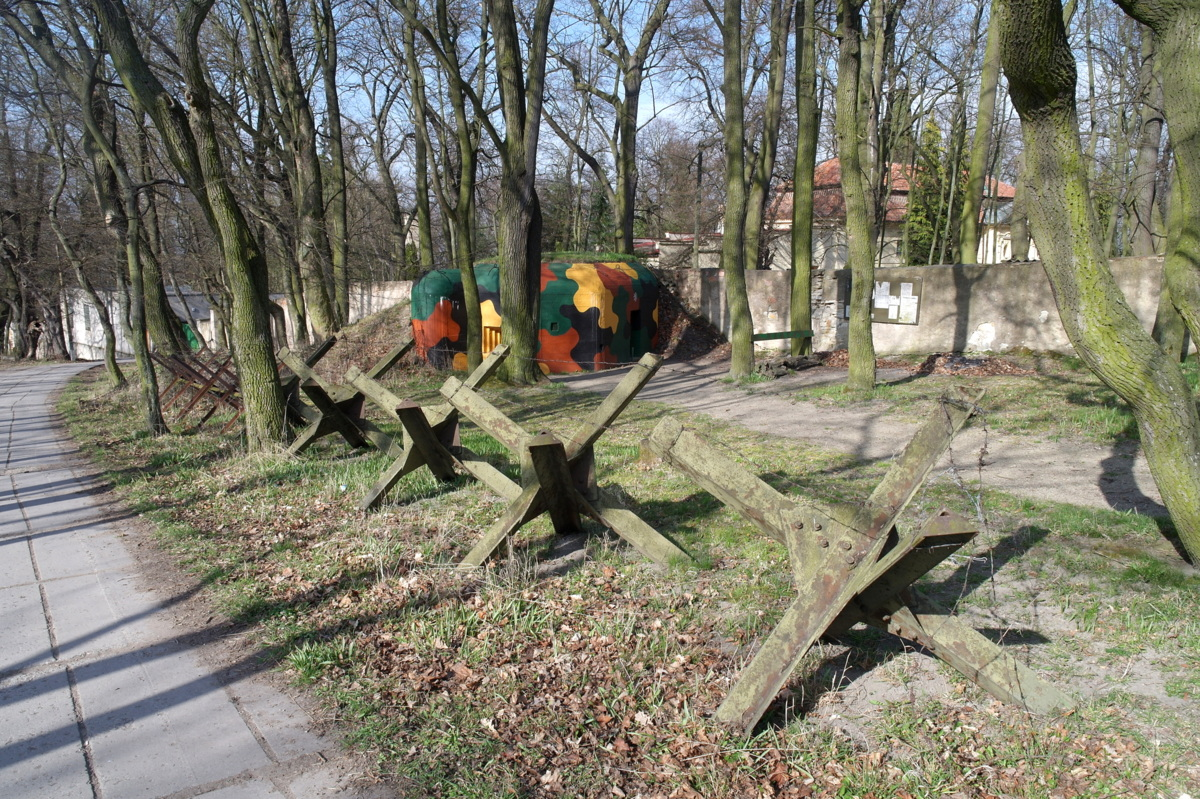
Řopík s protitankovými zátarasy u zdi zámeckého parku
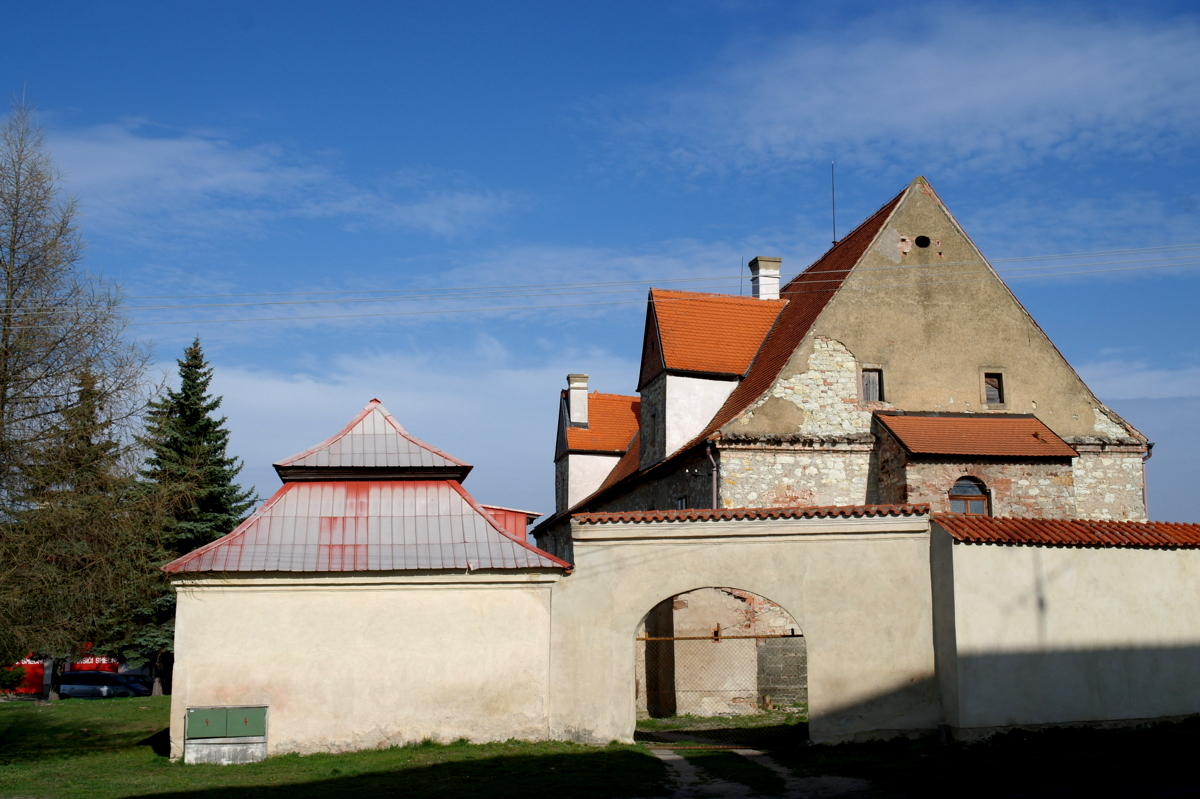
Děkanství
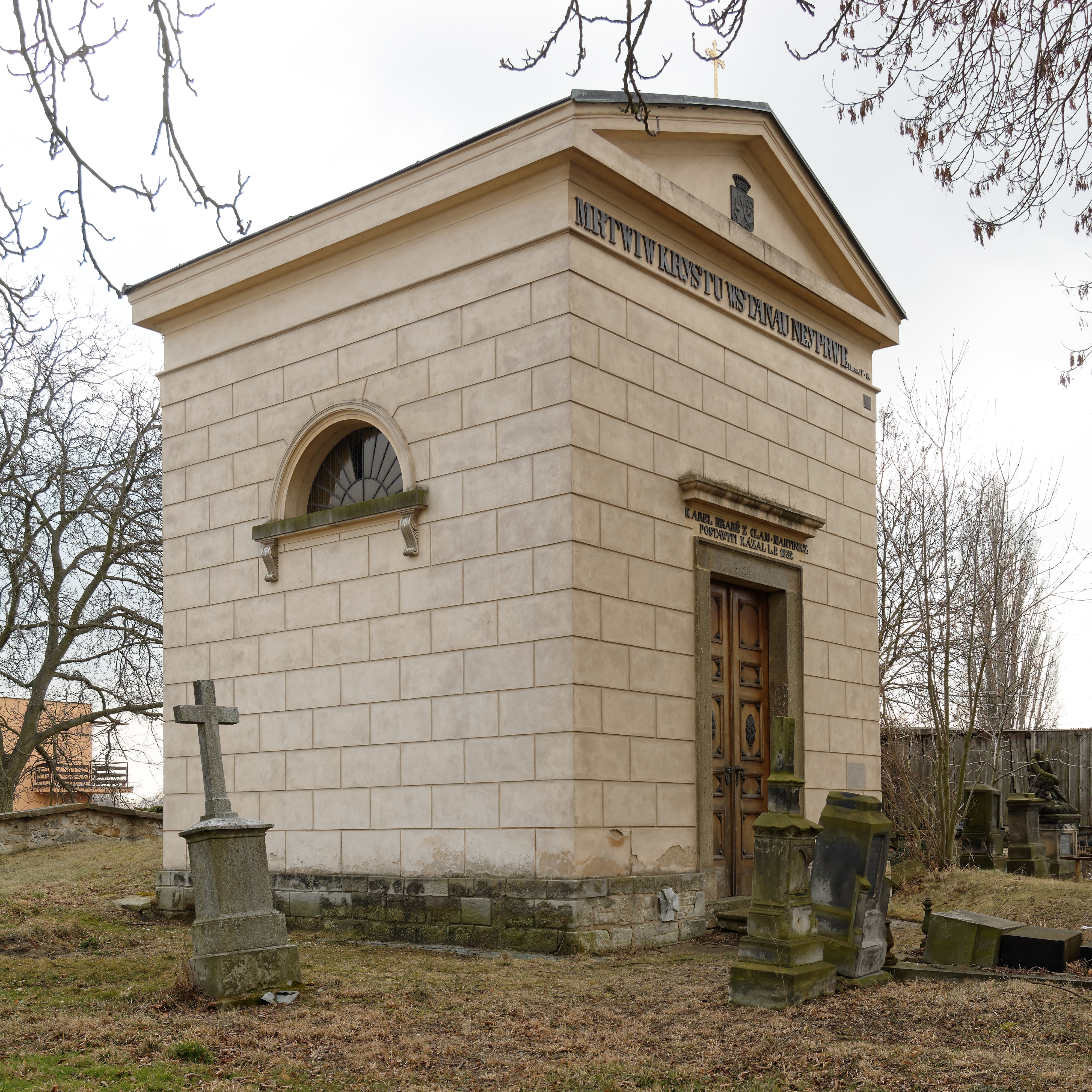
Hrobka rodu Clam-Martiniců
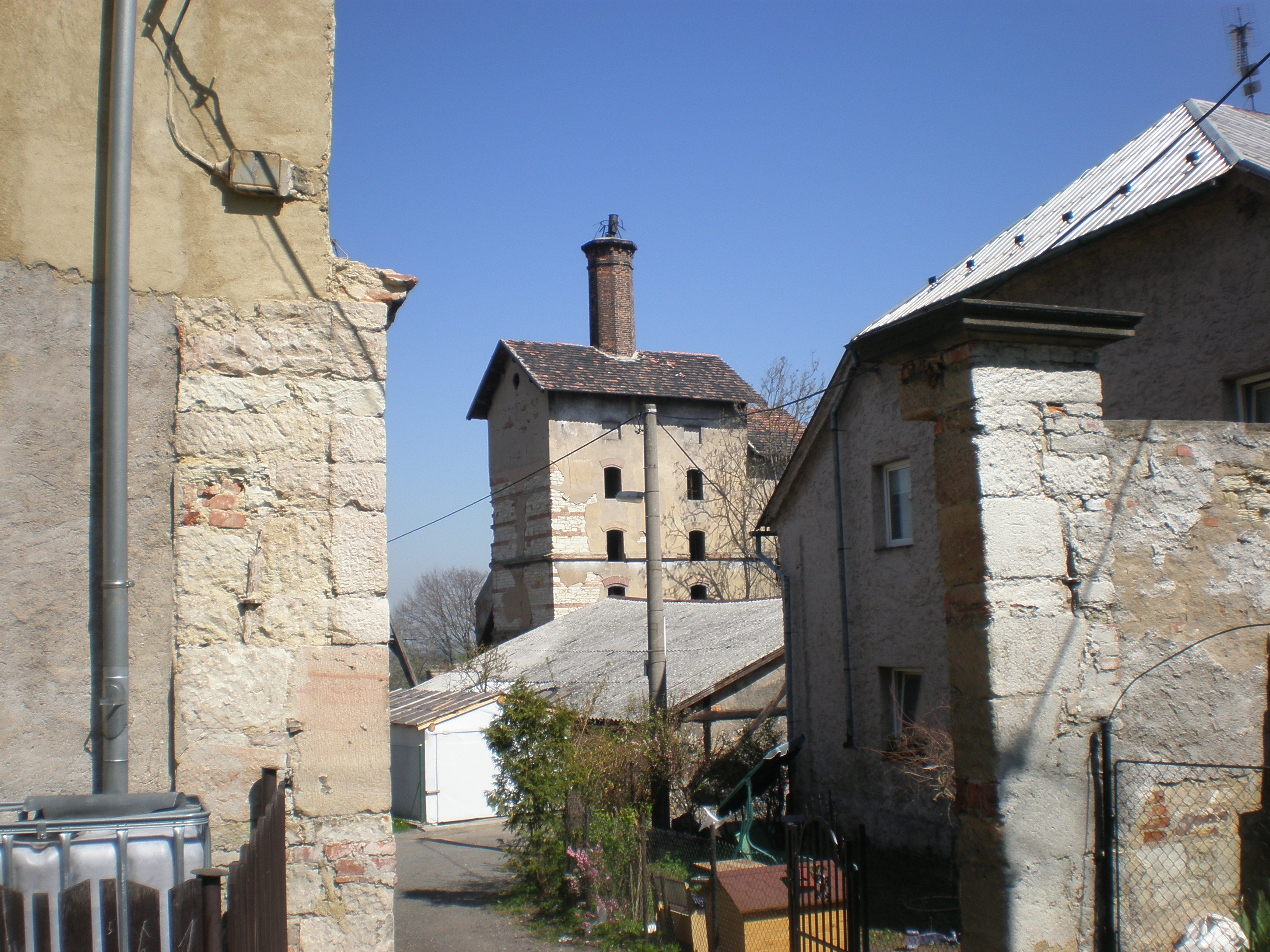
Bývalý pivovar
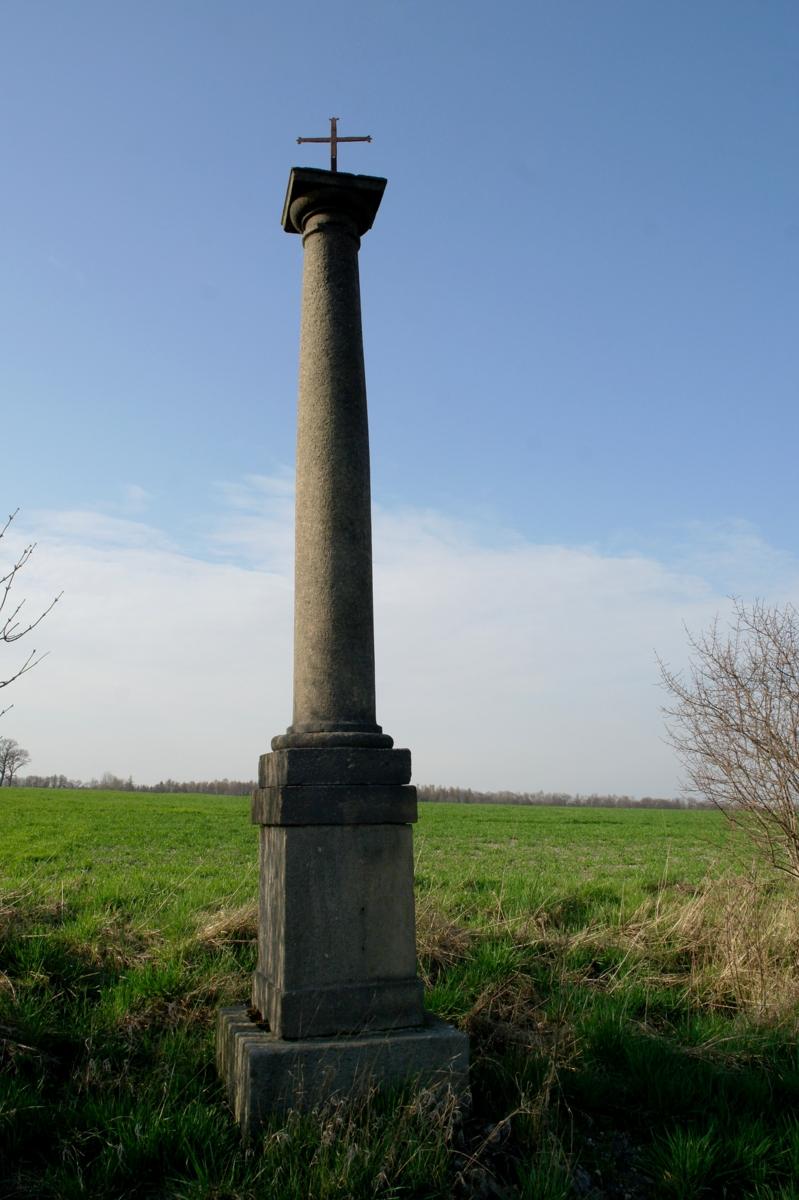
Boží muka při silnici do Kačice
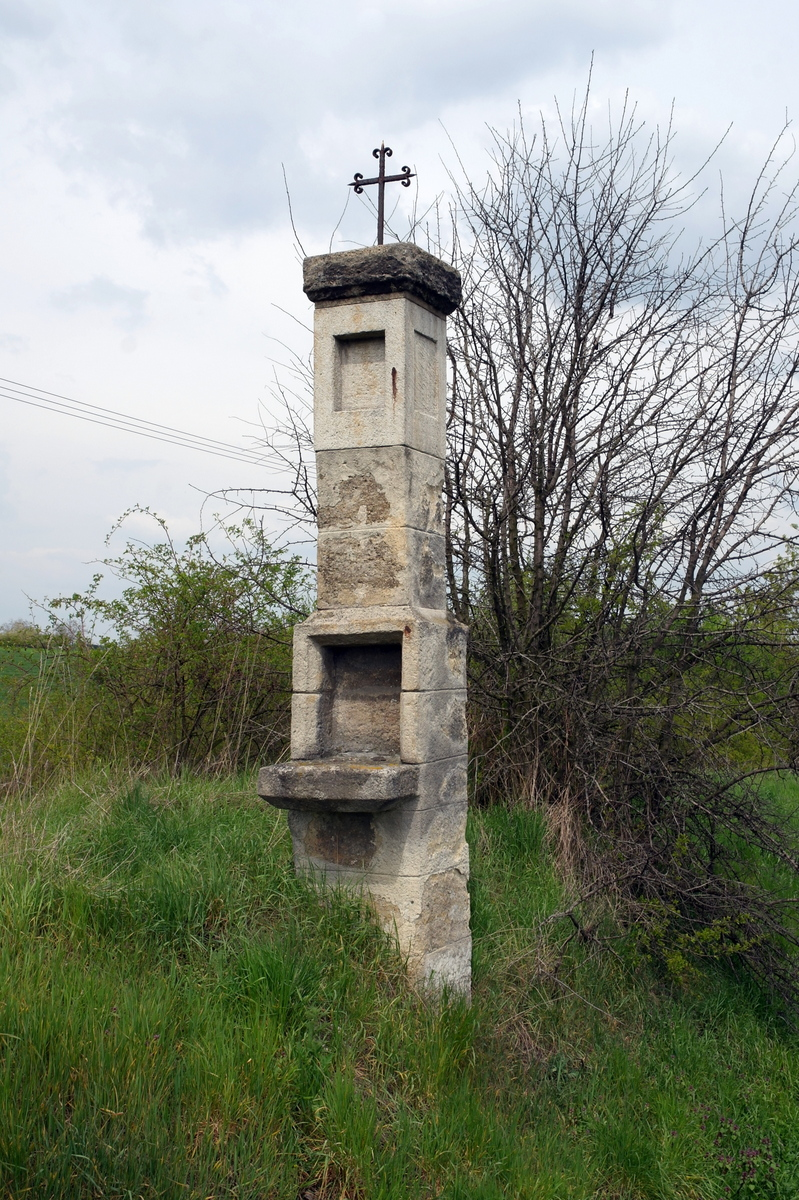
Boží muka při silnici do Slaného